# Schia

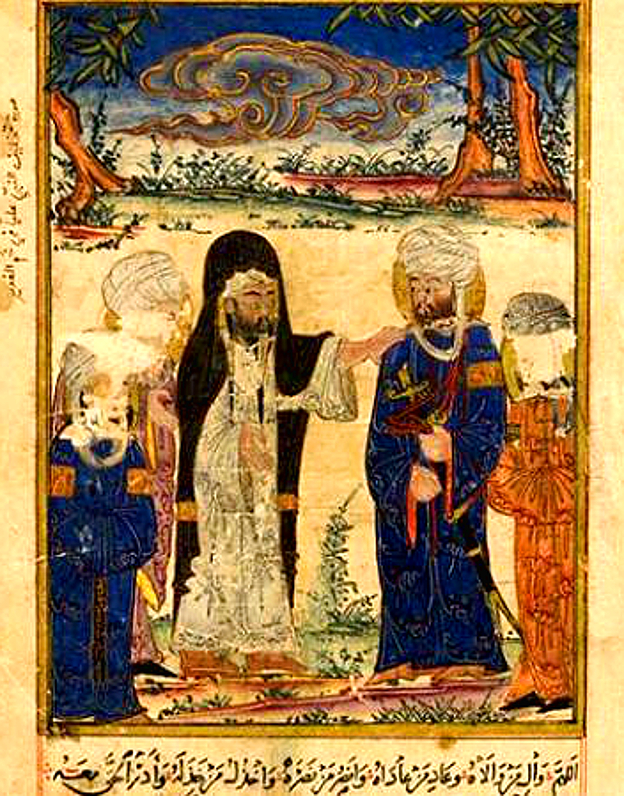
Designation von ʿAlī ibn Abī Tālib durch den Propheten Mohammed am Ghadīr Chumm. Darstellung in einer ilchanidischen Handschrift.

Die Schia (arabisch الشيعة asch-schīʿa, DMG aš-šīʿa ‚Anhängerschaft, Partei, Gruppe von Gefolgsleuten‘), manchmal auch Schiismus, ist nach dem Sunnitentum die zweitgrößte religiöse Strömung innerhalb des Islams. Diejenigen Muslime, die dieser Strömung angehören, werden als Schiiten bezeichnet. Heute wird der Begriff häufig in verallgemeinernder Weise für die Zwölfer-Schiiten verwendet, die die zahlenmäßig größte Gruppe innerhalb der Schia darstellt. Allerdings umfasst die Schia noch mehrere andere Gruppierungen wie die Ismailiten, die Zaiditen, die Aleviten und die Alawiten.
Der Begriff Schia steht verkürzt für den arabischen Ausdruck Schīʿat ʿAlī (šīʿat ʿAlī, „Partei ʿAlīs“), womit die Anhängerschaft des vierten Kalifen ʿAlī ibn Abī Tālib (regierte 656–661) und seiner Nachkommen gemeint ist. Dieser Begriff kam während des ersten innermuslimischen Krieges auf, der zeitgleich mit ʿAlīs Kalifat stattfand, und unterschied ʿAlīs Anhänger von der Schīʿat ʿUthmān, den Anhängern des ermordeten dritten Kalifen ʿUthmān ibn ʿAffān, die sich gegen ʿAlī stellten. Schiiten betrachten ʿAlī ibn Abī Tālib, der auch Schwiegersohn und Vetter des Propheten Mohammed war, als dessen rechtmäßigen Nachfolger und verehren ihn als ihren ersten Imam. Nach dem schiitischen Glauben kann das Imamat auch nur von einem Aliden, also einem Nachfahren ʿAlīs, übernommen werden, da allein diese göttlich legitimiert sind. In den Jahrhunderten nach dem Tod des Propheten Mohammed haben sich innerhalb der Schia verschiedene Strömungen herausgebildet, die sich vor allem hinsichtlich ihrer Imamatslehre unterscheiden. Außerdem haben sich verschiedene schiitische Rechtsschulen herausgebildet. Eine der wichtigsten Grundlagen für ʿAlīs Vorzugsstellung bei den Schiiten ist die Überlieferung, wonach ihn der Prophet kurz vor seinem Tod am Ghadīr Chumm zu seinem Nachfolger designiert hat. Auf diese Überlieferung nimmt auch das Ghadīr-Fest Bezug, das heute von vielen Schiiten am 18. Dhū l-Hiddscha begangen wird.

## Verbreitung

Verteilung islamischer Glaubensrichtungen:
Grün: sunnitische Gebiete; Violett: schiitische Gebiete; Gelb: Ibaditen (Oman)

Nach einer neueren Schätzung stellen die Schiiten ca. 13,8 Prozent der Muslime weltweit. 80 Prozent davon sind Zwölfer-Schiiten, die restlichen 20 Prozent verteilen sich auf die anderen schiitischen Denominationen. Die Staaten, in denen die Schiiten die Mehrheit stellen oder eine einflussreiche Minderheit sind, werden manchmal unter dem Begriff schiitischer Halbmond zusammengefasst.

## Heutige Strömungen der Schia

### Zwölfer-Schiiten
Die größte Gruppe unter den Schiiten bilden die Zwölfer-Schiiten, die einer Reihe von zwölf Imamen folgen. Sie leben hauptsächlich in Iran, Aserbaidschan, im Irak, in Bahrain, im Libanon, in Kuwait, Pakistan, Afghanistan, Syrien, Indien sowie in der östlichen Provinz Saudi-Arabiens. Wenn man die absolute Zahl betrachtet, leben in Iran und im Irak die meisten Zwölferschiiten. Dort stellen sie auch einen Großteil der politischen Führungsschicht. In den anderen großen Ländern spielen Schiiten eine eher untergeordnete Rolle im politischen Leben, da sie in der Minderheit sind (so in Pakistan, Indien, Saudi-Arabien, Afghanistan). In Saudi-Arabien ist die Religionsausübung der Zwölferschiiten teilweise eingeschränkt, doch besteht seit 1993 ein Abkommen zwischen der saudischen Führung und der schiitischen Gemeinschaft, und Schiiten sind auch im Konsultativrat vertreten. Im Libanon stellen die Zwölferschiiten etwa 30 % der Bevölkerung. Die Zwölferschiiten werden auch als Imamiten bezeichnet, allerdings ist dieser Begriff unpräzise, weil er nach der klassischen islamischen Doxographie noch andere historische schiitische Gruppierungen umfasst.

### Ismailiten
Die zweite Gruppe sind die Ismailiten, die einer anderen Imamreihe folgen, die über Ismāʿīl ibn Dschaʿfar führt. Sie leben heute vor allem in Pakistan, Indien, Syrien, Afghanistan und im Pamir-Hochland in Tadschikistan. Die heutigen Ismailiten sind in mehrere Gruppen aufgespalten, von denen die Nizariten und die Mustaʿlī-Taiyibiten die wichtigsten sind. Während die meisten Nizariten den Agha Chan als ihren Imam betrachten, werden die Mustaʿlī-Taiyibiten von einem Ober-Dāʿī angeführt. Die ismailitische Lehre ist sehr stark vom gnostischen und neuplatonischen Denken beeinflusst. In der Vergangenheit sind mehrere revolutionär-ismailitische Gruppen aufgetreten, wie zum Beispiel die Assassinen in der Levante oder die Fatimiden, wobei Letztere mehr als 200 Jahre in Ägypten herrschten. Die Drusen, deren Hauptsiedlungsgebiete in Syrien, Libanon und Israel liegen, gingen aus der ismailitischen Schia hervor.

### Zaiditen
Die dritte (und kleinste) schiitische Gruppe sind die Zaiditen, bei denen die Anzahl der Imame nicht begrenzt ist. Sie leben heute überwiegend im nördlichen Jemen. Die Zaiditen sind aufgrund ihrer religiös-politischen Ausrichtung auf ʿAlī ibn Abī Tālib der Schia zuzuordnen, unterscheiden sich jedoch in ihrer Imamatslehre von den Zwölferschiiten und haben eine eigene Rechtsschule. Da sie das Kalifat der ersten drei Kalifen Abū Bakr, ʿUmar ibn al-Chattāb und ʿUthmān ibn ʿAffān anerkennen, stehen sie den Sunniten näher als die anderen Schiiten.

### Aleviten

Schiitische Gruppen in Türkei, Syrien und Libanon
Aleviten
Alawiten
Ismailiten
Zwölfer-Schiiten

Aleviten werden ihrem Ursprung nach den Schiiten zugeordnet, da auch bei ihnen die Verehrung der 12 Imame und insbesondere von ʿAlī (Aleviten < arab. ʿalawī) im religiösen Leben bekannt ist. Die Kerngebiete der Aleviten liegen in der Türkei und in den ehemals osmanisch beherrschten Balkangebieten. Der Anteil der Aleviten unter den Muslimen in der Türkei beträgt etwa 15 bis 20 Prozent. Da dort bei Volkszählungen innerhalb der Religionszugehörigkeit „Islam“ jedoch keine konfessionelle Differenzierung stattfindet, handelt es sich dabei lediglich um unsichere Schätzungen. Heute sind Aleviten durch Emigration von Türken auch in Europa und Nordamerika verbreitet. In Deutschland liegt ihr Anteil unter den türkischstämmigen Muslimen bei rund 17 %. Gemessen an der Gesamtzahl der in Deutschland lebenden Muslime sind dies etwa 13 %.
Aleviten verehren den islamischen Heiligen Hadschi Bektasch Wali, von dem eine Anthologie und zahlreiche Anekdoten überliefert sind. Um ihn herum gründete sich der Derwisch-Orden der Bektaschi-Tariqa.

### Alawiten oder Nusairier
Die Alawiten, die nicht mit der größeren Gruppe der Aleviten zu verwechseln sind, werden auch Nusairier genannt. Ihre Hauptsiedlungsgebiete liegen in Syrien (vor allem Gouvernement Latakia und Gouvernement Tartus mit dem Dschebel Ansariye) sowie in der Türkei (hauptsächlich Hatay und Çukurova mit Adana, Mersin und Tarsus). Daneben gibt es noch kleinere Siedlungsgebiete im Nord-Libanon (Gouvernement Akkar) und auf den von Israel annektierten Golanhöhen. Die Gruppierung entstand im späten 9. Jahrhundert im Irak und geht auf den extremen Schiiten Muhammad ibn Nusair zurück, der sich im Umfeld der Imame ʿAlī al-Hādī und Hasan al-ʿAskarī aufhielt und deren Göttlichkeit verkündete. Während der Herrschaft von Salah Dschadid (1966–1970) und der al-Asad-Familie (1971–2024) bildeten die Alawiten die politische und militärische Führungsschicht in Syrien.

## Ursprünge und frühe Entwicklung

### Die Gemeinde der Muslime nach dem Tode des Propheten
Nach der Auffassung schiitischer Autoritäten wie al-Qummī, der vor 905 ein wichtiges doxographisches Werk verfasste, begann die Geschichte der Schia schon zu Lebzeiten des Propheten. In dieser Zeit soll sich unter seinen Gefährten eine „Partei“ (šīʿa) herausgebildet haben, die ʿAlī zuneigte und ihm treu ergeben war. Zu dieser „Partei ʿAlīs“ (šīʿat ʿAlī) gehörten nach al-Qummī die Prophetengefährten Miqdād ibn al-Aswad al-Kindī, Salmān al-Fārisī, Abū Dharr al-Ghifārī und ʿAmmār ibn Yāsir. Als der Prophet am 8. Juni 632 starb und es unter seinen Gefährten zu Auseinandersetzungen über seine Nachfolge kam, ist diese Gruppe noch nicht hervorgetreten.
Die Gemeinschaft der Muslime drohte zu diesem Zeitpunkt auseinanderzubrechen, weil die medinischen Ansār die Forderung erhoben, dass sich Ansār und Quraisch trennen sollten und eine jede Gruppe für sich einen Befehlshaber (amīr) wählen sollte. ʿUmar ibn al-Chattāb trat in dieser Situation strikt gegen jede Teilung der Gemeinschaft, leiste in einer Überraschungsaktion Abū Bakr den Treueid und forderte die Anwesenden auf, es ihm gleichzutun. Viele Ansār weigerten sich zunächst, Abū Bakr zu huldigen. Die Banū Hāschim, der Clan des Propheten, protestierten dagegen, dass sie bei der Regelung der Nachfolge übergangen worden waren. Einige Ansār brachten in dieser Situation ʿAlī ibn Abī Tālib, der der nächste Verwandte des Propheten war, als Alternative für Abū Bakr ins Spiel. ʿAlī hatte offensichtlich auch die Unterstützung der Nachkommen von ʿAbd Schams ibn ʿAbd Manāf. Sie pochten in dieser Situation auf die politischen Vorrechte der Nachkommen von ʿAbd Manāf ibn Qusaiy, zu denen sowohl die ʿAbd Schams als auch die Banū Hāschim gehörten, und kritisierten, dass Abū Bakr nicht diesem Stammesadel angehörte.
Dass sich Abū Bakr gegen ʿAlī und die Banū Hāschim durchsetzte, hängt möglicherweise auch damit zusammen, dass man unter den Muhādschirūn aufgrund der Ehe ʿAlīs mit der Prophetentochter Fātima die Entstehung einer Dynastie befürchtete und deshalb lieber auf Abū Bakr setzte, bei dem diese Gefahr nicht bestand. Zu einer Konfrontation zwischen Abū Bakr, ʿUmar und der Prophetenfamilie führte wenig später der Streit um das von Juden bewirtschaftete Landgut des Propheten in Fadak im nördlichen Hedschas. Als dessen Tochter Fātima, Alīs Frau, Ansprüche auf dieses Landgut erhob, hielten die beiden ihr entgegen, dass der Prophet sein gesamtes Eigentum als Sadaqa der Gemeinschaft der Muslime vermacht habe. Da Fātima keinen ausreichenden Beweis dafür vorbringen konnte, dass der Prophet ihr das Landgut schon zu Lebzeiten geschenkt hatte, zog Abū Bakr es ein. Fātima brach daraufhin den Kontakt zu Abū Bakr vollständig ab. Sechs Monate später starb sie. ʿAlī leistet erst nach ihrem Tode Abū Bakr den Treueeid. Damit war die Nachfolgefrage vorläufig geklärt.

### Politische Polarisierung unter ʿUthmān ibn ʿAffān
Während des Kalifats des Umaiyaden ʿUthmān ibn ʿAffān (644–656) kam es innerhalb des islamischen Reiches zu einer gesellschaftlichen Polarisierung. Gründe hierfür waren Nepotismus und die Selbstbereicherung der umayyadischen Verwandtschaft des Kalifen. Gegen die neu eingetretenen Umstände, Haltungen und Denkweisen in den aristokratischen Führungskreisen des Reiches bildete sich eine religiös-politische Oppositionsbewegung, die von verschiedenen Kreisen getragen wurde. Eine wichtige Rolle in dieser Oppositionsbewegung spielte Abū Dharr al-Ghifārī, der bei seiner Auseinandersetzung mit ʿUthmān von ʿAlī unterstützt wurde. Außerdem entstand in Kufa eine Volksbewegung zugunsten ʿAlīs. Ihre Sprecher forderten die Absetzung ʿUthmāns und riefen zur Loyalität gegenüber ʿAlī auf. Einer von ihnen, Mālik al-Aschtar, führte einen Aufstand an, der zum Sturz von ʿUthmāns Statthalter Saʿīd b al-ʿĀs und der Einsetzung von Abū Mūsā al-Aschʿarī an seiner Stelle führte.

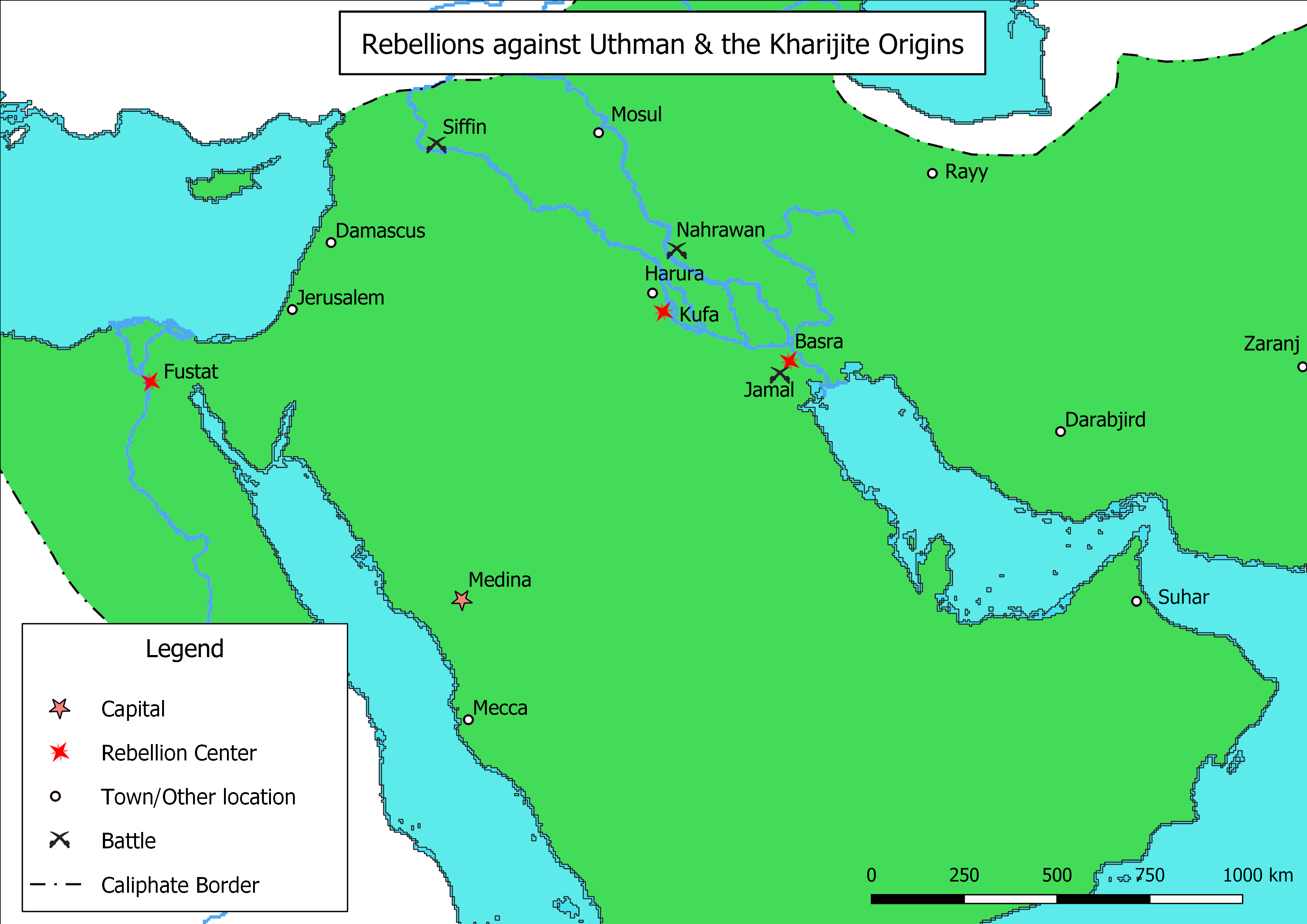
Die Orte, von denen aus 656 die Unzufriedenen nach Medina zogen.

Verschiedene Quellen berichten davon, dass in dieser Zeit ʿAbdallāh ibn Saba' zum Sturz des Kalifen aufrief, mit dem Argument, dass allein ʿAlī die Führung der islamischen Gemeinschaft zustehe. Nach dem Bericht des Saif ibn ʿUmar geschah es auch auf Initiative von ʿAbdallāh ibn Saba', dass arabische Beschwerdeführer nach Medina zogen und ʿUthmāns Absetzung forderten. Nach einer Erzählung, die von Hischām ibn al-Hakam auf eine Reihe von Gelehrten unter ʿAlīs Gefährten zurückgeführt wird, war ʿAbdallāh ibn Saba' ein zum Islam konvertierter Jude. Er sei der erste gewesen, der den Glauben an die religiöse Notwendigkeit der Anerkennung des Imamats von ʿAlī verbreitete, seine Feinde öffentlich anprangerte, seine Gegner bloßstellte und sie zu Ungläubigen erklärte. Er soll dabei ʿAlī mit Josua, dem Sohn Nuns verglichen haben. Das war nach Hischām ibn al-Hakam der Grund dafür, dass die Gegner der Schiiten behaupteten, dass der Ursprung des Schiitentums im Judentum liege. Tatsächlich gibt es von dem kufischen Gelehrten asch-Schaʿbī (gestorben 721–29) einen sehr bekannten Ausspruch, in dem dieser auf ʿAbdallāh ibn Saba' Bezug nimmt und anschließend die Schiiten als „Juden dieser Umma“ verflucht.
Zeitgleich mit den ägyptischen Beschwerdeführern zogen auch Gruppen aus Basra und Kufa nach Medina. Die kufische Gruppe wurde dabei von Mālik al-Aschtar angeführt, allerdings beteiligten sie sich nicht an der Belagerung des Kalifenhauses.

### Das Kalifat ʿAlīs und seine „Partei“

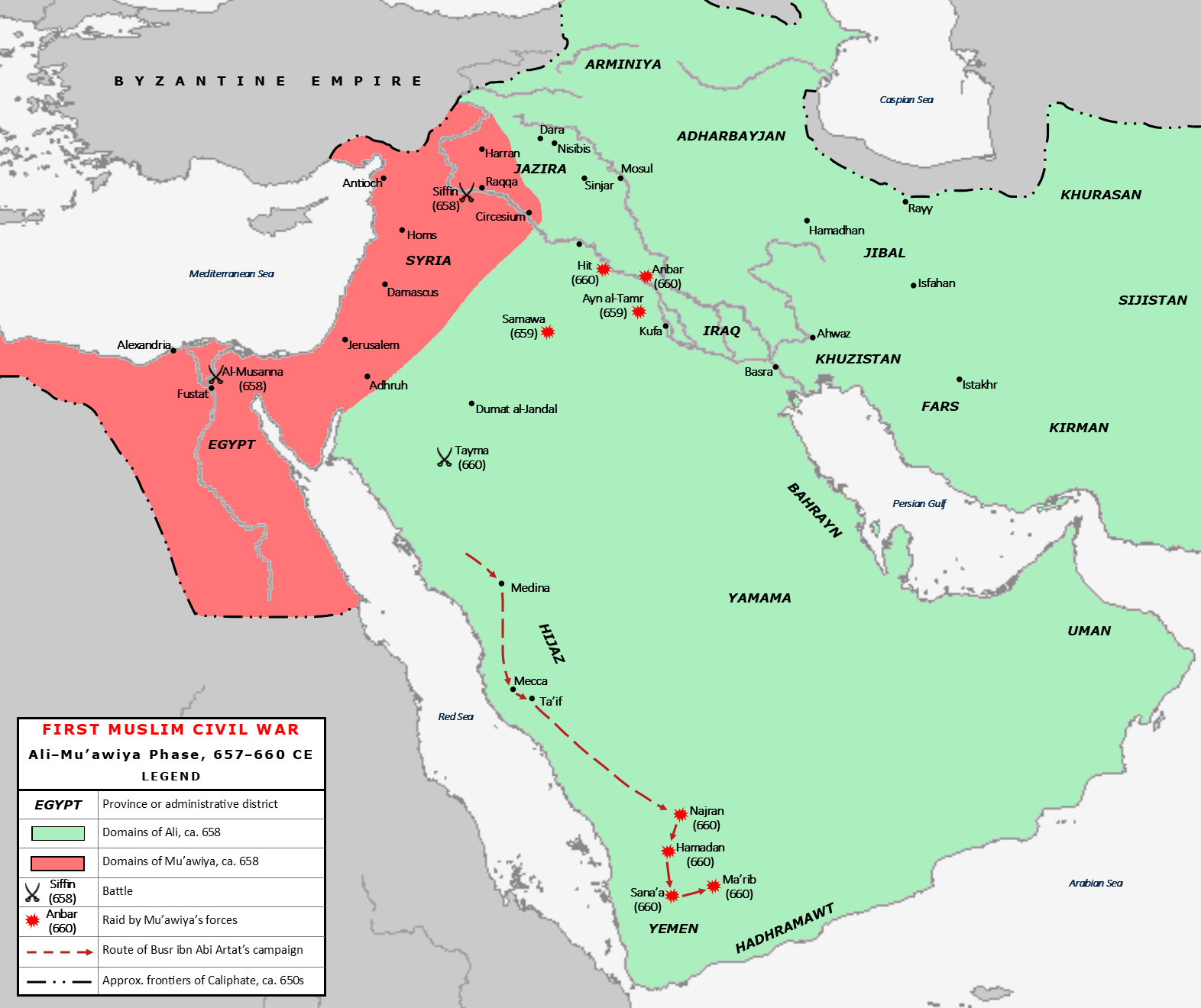
Die Herrschaftsgebiete von ʿAlī (grün) und Muʿāwiya (rot) während der ersten Fitna (657–660)

Nach der Ermordung ʿUthmāns 656 wurde ʿAlī in der Moschee von Medina zum vierten Kalifen proklamiert, doch wurde sein Kalifat nicht allgemein anerkannt. Weder die Witwe des Propheten ʿĀ'ischa bint Abī Bakr noch der umaiyadische Statthalter Syriens Muʿāwiya ibn Abī Sufyān waren bereit, sich seiner Herrschaft zu unterwerfen. Diejenigen, die ʿAlī bei den Kämpfen mit diesen Gegnern unterstützten, werden in den arabischen Quellen als „die Schia“ bezeichnet. Sowohl bei der Machtsicherung ʿAlīs gegen den rivalisierenden Herrschaftsanspruch von Talha ibn ʿUbaidallāh als auch später bei der Mobilisierung der Unterstützung ʿAlis gegen ʿĀʾischa, Talha und az-Zubair ibn al-ʿAuwām in der Kamelschlacht spielte Mālik al-Aschtar eine führende Rolle.
Nach der Schlacht von Siffin erwuchsen ʿAlī mit den Charidschiten neue Feinde. In der Auseinandersetzung mit ihnen berief sich ʿAlī zum ersten Mal darauf, dass ihn Mohammed vor seinem Tod auf der Rückkehr von seiner letzten Wallfahrt in der Oase Ghadīr Chumm als Nachfolger designiert habe. Die Worte, die Mohammed zu ihm gesprochen haben soll, lauten: „Jeder, dessen Herr ich bin, der hat auch ʿAlī zum Herrn“ (man kuntu maulā-hu fa-ʿAlī maulā-hu). ʿAlī lud diejenigen Gefährten, die diese Aussage des Propheten in Ghadīr Chumm gehört hatten, ein, dies auf dem Platz vor der Moschee von Kufa zu bezeugen. Bis heute wird diese Aussage von den Schiiten als implizite Ernennung ʿAlīs zum Nachfolger bei der Führung der Gemeinschaft der Muslime verstanden. Die Anhänger und Beamten ʿAlīs feierten ihn während seines Kalifats als den herausragendste Muslim nach dem Propheten und priesen ihn in Gedichten und Lobreden als den Vermächtnisnehmer (waṣī) Mohammeds. Allerdings doch konnte dies nicht verhindern, dass Muʿāwiya sich im Mai 658 in Jerusalem von seinen Truppen als Kalif huldigen ließ und zwei Monate später Ägypten einnehmen konnte.

### Der Übergang von einer politischen zu einer religiösen Bewegung
Als ʿAlī im Frühjahr 661 von einem Charidschiten ermordet wurde, behauptete ʿAbdallāh ibn Saba', der zu dieser Zeit in al-Madā'in lebte, dass er nicht wirklich gestorben, sondern zum Himmel aufgefahren sei wie Jesus. Auf ihn wird auch eine eigene extrem-schiitische Sekte zurückgeführt, die Saba'īya genannt wird. In einer murdschi'itischen Quelle aus dem frühen 8. Jahrhundert wird berichtet, dass die Anhänger dieser Sekte behaupteten, der Prophet habe ihnen ein verborgenes Wissen mitgeteilt, das er den übrigen Muslimen vorenthalten habe. Neun Zehntel der Offenbarung seien davon betroffen.
ʿAlī hinterließ zwei Söhne aus der Ehe mit Mohammeds Tochter Fātima, al-Hasan und al-Husain. Al-Hasan, der ältere von den beiden, der die Familie anführte, wurde von den Anhängern seines Vaters zum Kalifen gewählt, dankte jedoch ab, als die Truppen Muʿāwiyas aus Syrien heranrückten und er seine Lage für aussichtslos hielt. Der Verzicht wurde ihm durch größere Summen Geldes, die Überlassung der Tributeinkünfte einer persischen Provinz und die Anerkennung seines Rechtes auf die Thronnachfolge erleichtert. Die beiden Söhne ʿAlīs verließen nun den Irak und ließen sich in Medina nieder. Damit endete die erste Fitna, und die Führung des arabisch-islamischen Reiches ging auf Muʿāwiya über, der wie der dritte Kalif ʿUthmān der Familie der Umaiyaden angehörte. Al-Hasan starb im Jahr 669 oder 671. Wie allgemein vermutet wurde, wurde er auf Betreiben Muʿāwiyas von einer seiner Frauen vergiftet.

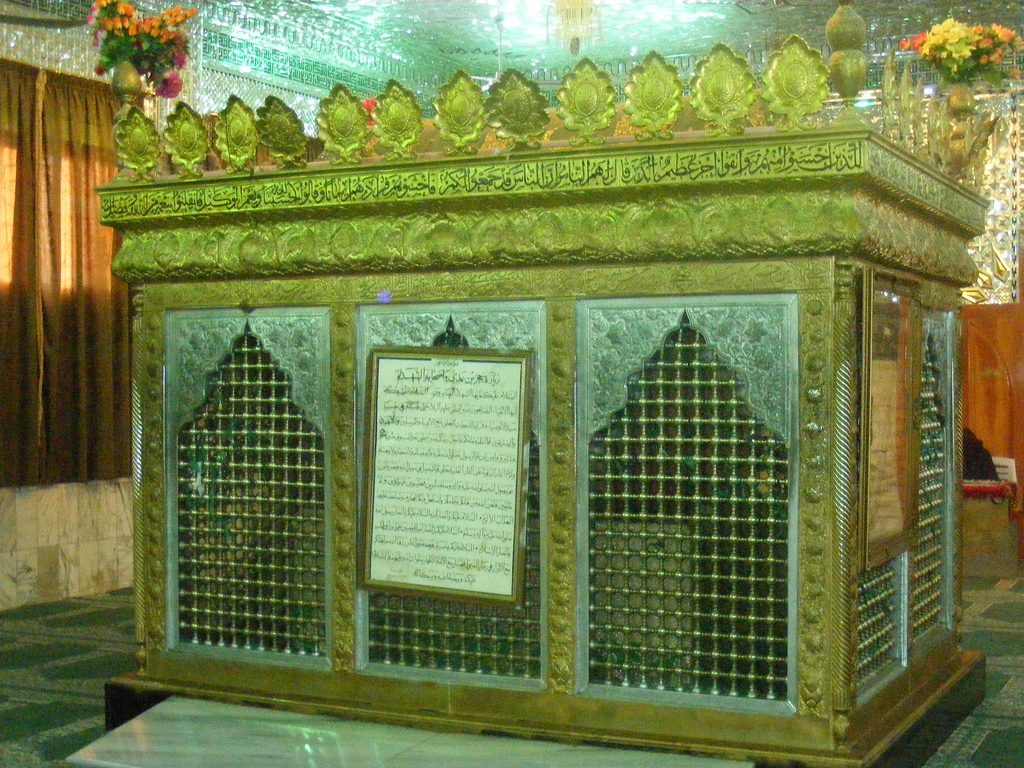
Der Grabschrein von Hudschr ibn ʿAdī in dem Ort ʿAdrā bei Damaskus

Kufa blieb aber über die gesamte Herrschaftszeit von Muʿāwiya eine Hochburg der „Partei ʿAlīs“ (šīʿat ʿAlī). Die Schiiten protestierten gegen die von Muʿāwiya eingeführte öffentliche Verfluchung ʿAlīs beim Freitagsgebet in den Moscheen, beschimpften den Kalifen, behaupteten, dass der Oberbefehl über die Muslime in gültiger Weise nur in den Händen der Familie von Abū Tālib sein könnte, und übten Lossagung von allen Feinden ʿAlīs und denjenigen, die ihn bekämpft hatten. Dabei wurden sie zum Teil auch gewalttätig. Anführer der kufischen Schiiten war Hudschr ibn ʿAdī, ein früherer Kommandeur ʿAlīs. Ziyād ibn Abīhi ließ ihn nach einem Aufstand verhaften und lieferte ihn mit seinen engsten Gefährten an Muʿāwiya in Syrien aus. Da sie nicht bereit waren, sich von ʿAlī loszusagen und ihn zu verfluchen, wurden sie von Muʿāwiya hingerichtet. Mit Hudschrs Märtyrertod vollzieht sich der Übergang der „Partei ʿAlīs“ von einer politischen zu einer religiösen Bewegung. Hudschrs Interesse an der Frage, wer Kalif sein solle, hatte nichts mit politischen oder ökonomischen Erwägungen zu tun. Vielmehr glaubte er an besondere von Gott der Familie des Propheten übertragene Qualitäten und war auch bereit, dafür zu sterben.

### Die Schlacht bei Kerbela
Als Muʿāwiya im fortgeschrittenen Alter seinen Sohn Yazīd als Thronerben einsetzte und die Prophetengefährten dazu aufrufen ließ, ihm den Treueid zu leisten, stieß das in ihrem Kreis auf große Ablehnung. Viele von den Prophetengefährten zogen sich in den Hedschas zurück, um Yazīd nicht den Treueid leisten zu müssen. Unter denjenigen, die Yazīd den Treueid verweigerten, war auch Alīs Sohn al-Husain. Nach dem Ableben seines Vaters im April 680 und seiner Erhebung zum neuen Kalifen setzte Yazīd alles daran, den Treueid der prominentesten Verweigerer zu erzwingen. Al-Husain floh daraufhin in den heiligen Bezirk von Mekka, um sich dem Zwang zum Treueid zu entziehen.

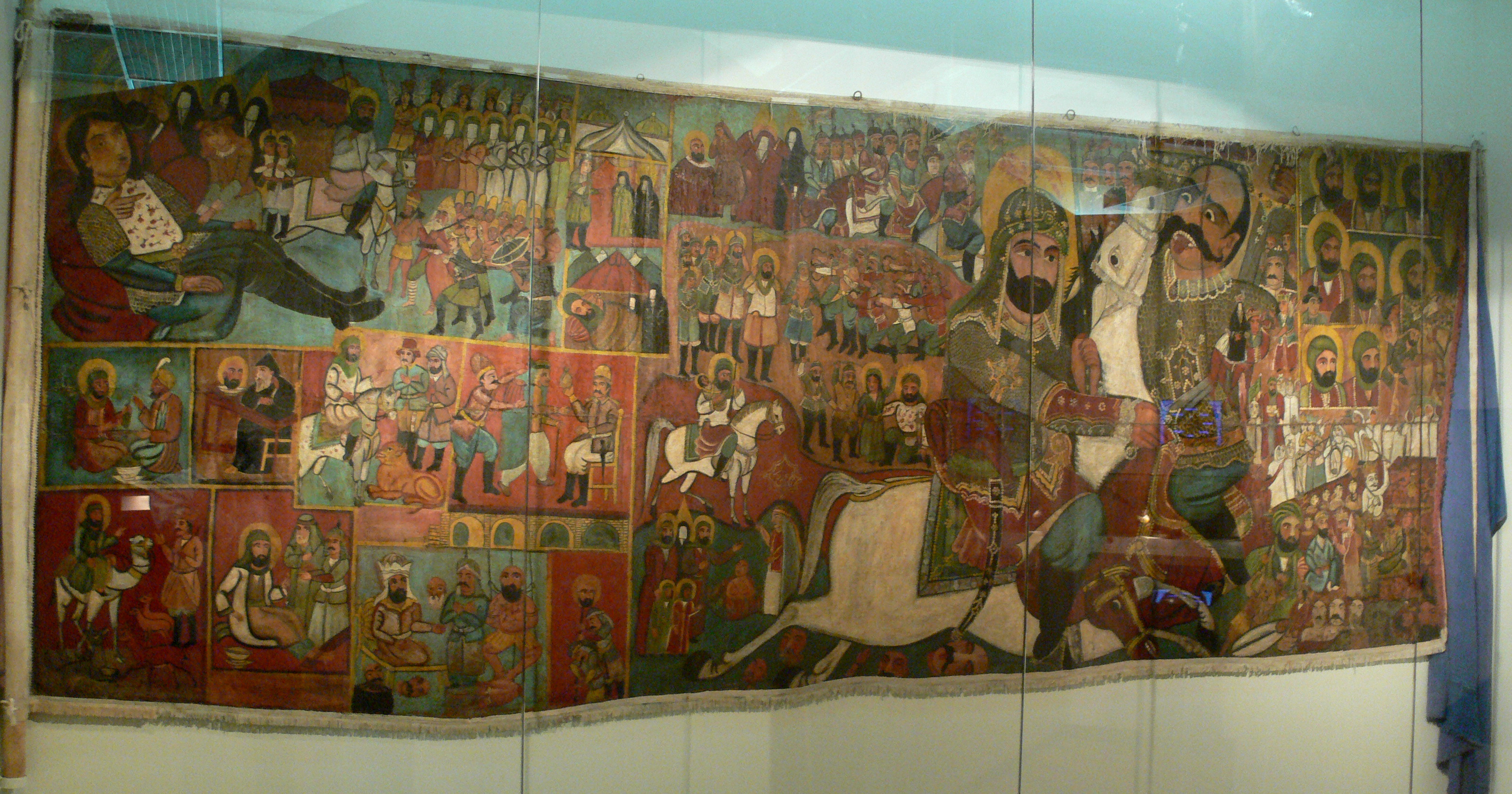
Die Schlacht von Kerbela auf einem iranischen Gemälde, 19. Jh.

Die Schiiten Kufas und viele der dortigen Stammesführer schrieben in dieser Zeit Briefe an al-Husain, in denen sie ihn einluden und ihm ihre Unterstützung anboten. Er schickte seinen Cousin Muslim b. ʿAqīl voraus, um das Terrain in Kufa zu sondieren. Als al-Husain einen positiven Bericht von Muslim erhielt, machte er sich mit etwa 50 Personen auf den Weg nach Kufa. Das entschlossene Vorgehen von Yazīds Statthalter ʿUbaidallāh ibn Ziyād brachte jedoch die kufischen Stammesführer dazu, ihre Unterstützung al-Husains aufzugeben. Muslim ibn ʿAqīl wurde getötet, und al-Husain sah sich bald einer Armee ʿUbaidallāhs gegenüber, die ihm den Weg nach Kufa versperrte und ihm auch die Rückkehr nach Medina verwehrte. Er und über zwanzig Mitglieder seiner Familie, Brüder, Söhne von Neffen sowie Nachkommen von ʿAlīs Brüdern ʿAqīl und Dschaʿfar, wurden am 10. Muharram 61 (= 10. Oktober 680) in Kerbela massakriert.
Als unmittelbare Reaktion auf dieses Ereignis entstand unter den Schiiten Kufas eine Bewegung von Büßern (tauwābūn), die ihre Mitschuld am Untergang al-Husains durch tätige Reue mit dem Schwert in der Hand sühnen wollten. Sie wurden von Sulaimān ibn Surad al-Chuzāʿī angeführt. Der Verrat an Husain durch die kufischen Schiiten bei der Schlacht von Kerbela gilt den Schiiten bis heute als kollektive, historische Schuld. Yazīd als Symbol für das Böse und der Märtyrertod des Prophetenenkels al-Husain wurden zu einem wichtigen Teil des schiitischen kollektiven Gedächtnisses. Die Zwölfer-Schiiten gedenken der Schlacht von Kerbela bis heute am Aschura-Tag.

### Der schiitische Aufstand des Muchtār und die Kaisānīya
Nach dem Tod des Kalifen Yazīd im Jahre 683, als Kufa nominell unter die Herrschaft des mekkanischen Kalifen ʿAbdallāh ibn az-Zubair kam, gewann die Bewegung der Tauwābūn an Stärke. Im Jahr 65/684–685 verließen etwa 4.000 Freiwillige Kufa, besuchten Kerbela, um am Grab von al-Husain zu weinen und Gelübde abzulegen, und zogen gegen eine umaiyadische Armee in der Nähe von ʿAin al-Warda. Sie wurden besiegt und die Mehrheit, darunter Sulaimān ibn Surad, wurde getötet.

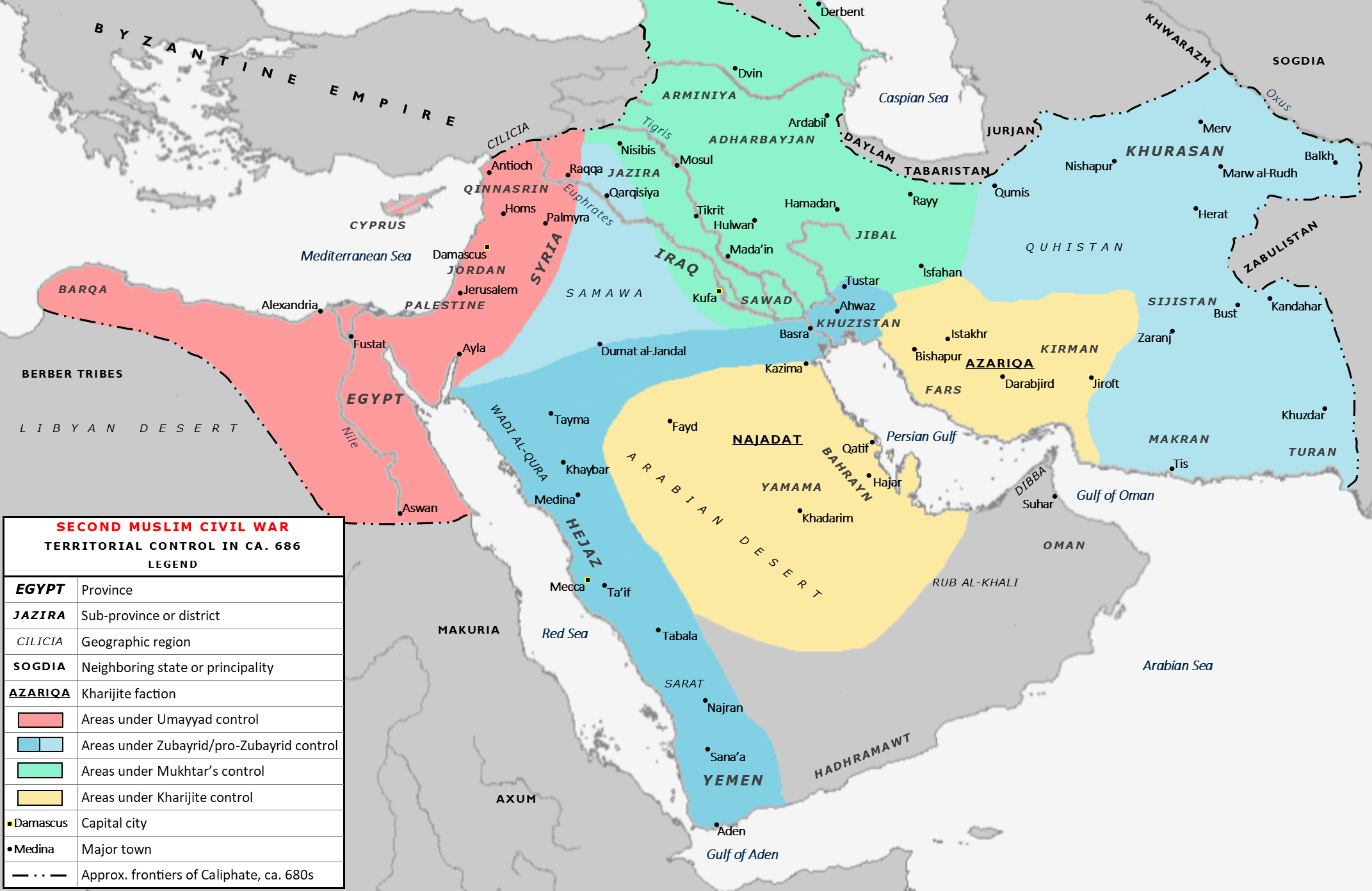
Karte des Vorderen Orients während der Zweiten Fitna (ca. 686). Das Gebiet, das unter der Herrschaft von al-Muchtār stand, ist grün gekennzeichnet.

Nun übernahm al-Muchtār ibn Abī ʿUbaid, ein Neffe von ʿAlīs Gouverneur von al-Madā'in, die Führung der Schiiten von Kufa. Er behauptete, im Auftrag von ʿAlīs dritten Sohn Muhammad ibn al-Hanafīya zu handeln, den er zum Imam und Mahdi ausrief, der die Gerechtigkeit auf Erden wiederherstellen würde. Diese Wahl war nach dem Tod von al-Hasan und al-Husain naheliegend, da Muhammad ibn al-Hanafīya der einzige überlebende Sohn von ʿAlī war, der während seiner Herrschaft eng mit ihm verbunden war. Seine Mutter war allerdings nicht die Prophetentochter Fātima, sondern eine andere Frau ʿAlīs aus dem arabischen Stamm der Banū Hanīfa. Muhammad ibn al-Hanafīya, der in Medina lebte, bestärkte al-Muchtār bei seinem Vorhaben, Rache für al-Husain zu nehmen, lehnte es jedoch ab, die persönliche Führung der Bewegung zu übernehmen und nach Kufa zu kommen.
Im Oktober 685 erhob sich al-Muchtār gegen den von Ibn az-Zubair entsandten Statthalter Kufas. Obwohl er die Stadt in seine Gewalt bringen konnte, weigerte sich Muhammad ibn al-Hanafīya weiter, nach Kufa zu kommen und das Erbe seines Vaters ʿAlī anzutreten. In Kufa selbst kam es bald zu Konflikten, als al-Muchtār eine beträchtliche Zahl von Mawālī in die Reihen seiner Bewegung aufnahm. Die arabischen Stammeshäuptlinge zettelten daraufhin einen Aufstand gegen ihn an, wurden jedoch besiegt. Die radikalen Schiiten, die nun die volle Kontrolle über die Stadt hatten, übten Rache für al-Husain, indem sie die Hauptschuldigen an seinem Tod suchten und töteten. Viele der Stammeshäuptlinge und ihre Anhänger suchten daraufhin in Basra Zuflucht, das von Musʿab ibn az-Zubair regiert wurde, und mobilisierten zu Maßnahmen gegen al-Muchtār. Letzterer wurde getötet, als im April 687 Musʿab ibn az-Zubair mit seinen Truppen Kufa einnahmen. Er erlaubte den Adligen von Kufa, ihre Gegner zu massakrieren, und 6.000 bis 8.000 von al-Muchtārs Anhängern sollen bei dieser Gelegenheit getötet worden sein.
Die von al-Muchtār gegründete Bewegung überlebte jedoch und verbreitete sich auch außerhalb von Kufa vor allem bei den Mawālī. Sie wurde allgemein Kaisānīya genannt, wahrscheinlich nach dem Oberhaupt von al-Muchtārs Leibwache Abū ʿAmra Kaisān, der einen ausgeprägt messianischen Schiismus vertrat. Muhammad ibn al-Hanafīya wurde in diese Bewegung bis zu seinem Tod im Jahre 700 weiterhin als Imam und Mahdi verehrt. Die Kaisānīya vertrat auch eine radikale Auslegung von ʿAlīs Haltung gegenüber den Kalifen vor ihm und lehnte deren Legitimität entschieden ab. Nach dem Tod von Muhammad ibn al-Hanafīya verbreiteten einige Kaisāniten, dass er nicht gestorben sei, sondern sich versteckt in den Schluchten des Radwā-Berges aufhalte, dort von Tigern und Löwen bewacht werde und in naher Zukunft aus seinem Versteck hervortreten werde, um in Herrlichkeit zu regieren.
Der aktivistischere Teil der Bewegung, die al-Muchtār unterstützt hatte, übertrug jedoch nach dem Tod von Muhammad ibn al-Hanafīya das Imamat auf seinen Sohn Abū Hāschim. Er brachte der Bewegung mehr Sympathie entgegen als sein Vater und unterstützte sie bei ihren Untergrundaktivitäten.

### Muhammad al-Bāqir und die Entwicklung einer schiitischen Normenlehre
Die Nachkommen von Fātimas Söhnen al-Hasan und al-Husain wurden nach dem Massaker von Kerbela eine Generation lang von der Führung der Schia ausgeschlossen. Al-Husains einziger überlebender Sohn ʿAlī Zain al-ʿĀbidīn, hielt sich von den Aktivitäten der Schiiten fern und konnte keine nennenswerte Anhängerschaft gewinnen. Auch al-Hasans ältester Sohn al-Hasan übernahm keine bedeutendere Rolle in der Schia. Erst nach dem Tote von ʿAlī Zain al-ʿĀbidīn im Jahr 713/14 begann sich dessen Sohn Muhammad ibn ʿAlī, bekannt als Muhammad al-Bāqir (gestorben 735), aktiv in die schiitische Bewegung einzubringen. Allerdings ließ er sich nicht in revolutionäre Aktivitäten hineinziehen, sondern wurde zum Begründer einer schiitischen Ritual- und Rechtslehre.
Auf Muhammad al-Bāqir werden einige spezifisch schiitische Prinzipien zurückgeführt wie die Taqīya, die vorsorgliche Verschleierung der eigenen religiösen Überzeugungen und Praktiken in einer feindlichen Umgebung, die Haiʿala, also die Formel ḥaiya ʿalā ḫair al-ʿamal („Auf zum besten Tun!“) im Gebetsruf, das Verbot des al-Mash ʿalā l-chuffain bei der rituellen Reinigung und die Erlaubnis der zeitlich begrenzten Mutʿa-Ehe. Muhammad al-Bāqir entwickelte auch eine neue Imamatslehre, indem er den Imam als Muhaddath definierte, also als Menschen, der durch Engel „angesprochen“ wird und dem die Engel göttliches Wissen übermitteln. Dies bedeutete nicht, dass der Imam der Botschaft und dem Gesetz, das der Prophet offenbart hatte, in irgendeiner Weise etwas hinzufügen sollte, sondern nur, dass ihm die Aufgabe übertragen war, Botschaft und Gesetz durch seine von Gott verliehene Autorität in ihrer Integrität zu bewahren. Die Welt brauchte nach seiner Lehre einen solchen Imam ständig und könnte in Abwesenheit eines Propheten keinen Augenblick ohne ihn existieren. Muhammad al-Bāqir enthielt sich jeglicher politischer Betätigung, so dass er bei den Behörden wenig Misstrauen erregte.

### Die extremen Schiiten von Kufa
Unter den kufischen Anhängern Muhammad al-Bāqirs gab es einige Persönlichkeiten, die das Imamat mystisch überhöhten und gnostische Vorstellungen vertraten. Zu ihnen gehörten insbesondere al-Mughīra ibn Saʿīd und Abū Mansūr al-ʿIdschlī, die beide für sich das Prophetentum beanspruchten. Al-Mughīra entwickelte eine extrem anthropomorphistische Gotteslehre und lehrte, dass Gott die Welt durch Aussprechen des „größten Gottesnamen“ (ism Allāh al-aʿẓam) erschaffen habe. Dies leitete er aus dem Koranwort von Sure 87:1-2 ab, das er folgendermaßen las: „Preise den höchsten Namen deines Herrn, der erschuf und ebenmäßig formte“. Er selbst behauptete, den „größten Gottesnamen“ zu kennen und damit Tote zum Leben erwecken zu können. Mughīras extremes Schiitentum zeigte sich darin, dass er ʿAlī göttliche Eigenschaften zuerkannte und die beiden Kalifen Abū Bakr und ʿUmar zu Ungläubigen erklärte, weil sie ihn nach dem Tode des Propheten davon abgehalten hatten, sein Kalifat anzutreten.
Abū Mansūr al-ʿIdschlī führte das Prinzip der allegorischen Koranauslegung (taʾwīl) in den Islam ein. Er meinte, dass koranische Begriffe wie Dschanna („Garten“) und Nār („Feuer“) nur Personen bezeichneten, die es zu verehren bzw. zu bekämpfen galt. Auch die koranischen Gesetze und Verbote deutete er in dieser Weise, woraus sich eine antinomistische Grundhaltung ergab. Selbst Morde an Gegnern hielt er für zulässig. Die Imame betrachtete er als Propheten. Das Prophetentum ʿAlīs erklärte er damit, dass sich der Engel Gabriel geirrt habe, und die für ʿAlī bestimmte göttliche Botschaft fälschlicherweise Muhammad überbracht habe. Beide, al-Mughīra und Abū Mansūr, die als Ghulāt, also extreme Schiiten gelten, wurden noch während des Kalifats von Hischām ibn ʿAbd al-Malik (regierte 724–743) hingerichtet. Welche politischen und religiösen Vorstellungen die kufischen Schiiten damals hegten, ist durch das sogenannte Kitāb Sulaim ibn Qais dokumentiert, das als das älteste Buch der Schia gilt. Hier wird der Anspruch der Familie Muhammads auf die Herrschaft über die Muslime bekräftigt und ihre Verdrängung von der Macht als ein Komplott verschiedener Prophetengefährten interpretiert, das schon vor Muhammads Tod geschmiedet wurde.

### Der Aufstand des Zaid ibn ʿAlī und die Aufspaltung der Schia in Zaiditen und Imamiten
Einige Jahre nach Muhammad al-Bāqirs Tod besuchte sein Bruder Zaid ibn ʿAlī Kufa wegen eines Schuldenstreits. Er wurde von den dortigen Schiiten überredet, einen Aufstand gegen Umaiyaden anzuführen. Anfangs genoss er breite Unterstützung, doch fielen die meisten Schiiten wieder von ihm ab, als sie sahen, dass er nicht bereit war, die beiden ersten Kalifen Abū Bakr und ʿUmar als Apostaten einzuordnen und zu schmähen. Sie erkannten nun allgemein Muhammad al-Bāqirs Sohn Dschaʿfar ibn Muhammad als den legitimen Imam an. Zaids Aufstand schlug fehl, und er wurde im Jahr 740 getötet. Zaid vertrat hinsichtlich der islamischen Frühgeschichte sehr gemäßigte Ansichten: Seinen Vorfahren ʿAlī hielt er zwar nach dem Propheten für den besten (al-afḍal) aller Muslime, doch erkannte er das Kalifat Abū Bakrs und ʿUmars als rechtmäßig an, da ʿAlī ihnen gehuldigt hatte.
Zaids Aufstand gab Anstoß zur Aufspaltung der Schia in einen militanten Flügel, der sich an Zaid und seinen Ansichten orientierte und deshalb als zaiditisch bezeichnet wird, und einen politisch passiven Flügel, der als imamitisch bezeichnet wird. Der Name Imāmīya rührt daher, dass diese Gruppe der Auffassung war, dass die Welt keinen Augenblick lang ohne einen Imam sein könne, der „entweder bekannt, oder verborgen“ (immā mašhūr wa-immā mastūr) ist. Eine andere eher pejorative Bezeichnung für diese Gruppe ist Rāfiditen. Dschaʿfar ibn Muhammad, der in der spätumaiyadischen Zeit die Führung der Imāmīya übernahm und später den Beinamen as-Sādiq („der Aufrichtige“) erhielt, entwickelte die Lehren seines Vaters Muhammad al-Bāqir weiter und stärkte die Autorität der Imame durch die Lehre von ihrer Immunität gegen Irrtum und Sünde (ʿiṣma). Das Imamat basierte nach seiner Lehre auf einer von Gott garantierten ausdrücklichen Designation (naṣṣ) und wurde nach al-Hasan und al-Husain vom Vater an den Sohn unter den Nachkommen des letzteren weitergegeben. Die Kenntnis des rechtmäßigen Imams und der Gehorsam ihm gegenüber waren ihm zufolge Pflichten jedes muslimischen Gläubigen. Die Masse der Muslime war jedoch durch die Missachtung der ausdrücklichen Designation ʿAlīs durch den Propheten Mohammed und die Unterstützung des Kalifats von Abū Bakr und ʿUmar vom Glauben abgefallen. Dschaʿfar as-Sādiq übernahm zwar von der Kaisānīya ihre messianische Erwartung des Mahdi gestärkt, dämpfte sie jedoch dadurch, dass er seinen Anhängern revolutionäre Aktivitäten strikt verbot und darauf beharrte, dass der Mahdi erst in ferner Zukunft auftreten würde. Er verband somit radikale religiöse Dogmen der Schia mit politischem Quietismus.
Die aus den Anhängern von Zaids Aufstand hervorgehende schiitische Strömung, die später als Zaidīya bekannt wurde, definierte das Imamat dagegen als eine politische Institution, die auch kämpferischen Einsatz erforderte. Zwar meinten die Zaiditen, dass sowohl al-Hasans als auch al-Husains Nachkommen für das Imamat qualifiziert seien, doch konnte das Imamat ihrer Auffassung nach nur von jemandem beansprucht werden, der neben den dafür erforderlichen charakterlichen Eigenschaften und Kenntnissen auch den Mut besaß, sich mit dem Schwert zu erheben und aktiv nach der Führung zu streben. Als ersten Imam nach al-Husain betrachteten sie deswegen auch nicht ʿAlī Zain al-ʿĀbidīn oder Muhammad al-Bāqir, sondern Zaid ibn ʿAlī. Anders als die Imamiten meinten die Zaiditen, dass nicht zu allen Zeiten ein Imam erforderlich sei, und sie betrachteten den Imam auch nicht als immun gegen Irrtum und Sünde, doch hielten sie ebenfalls die Anerkennung und Unterstützung eines legitimen Prätendenten für eine religiöse Verpflichtung. Bezüglich der islamischen Frühgeschichte vertraten sie wie Zaid selbst gemäßigte Lehren, die nur wenig von den Ansichten der Sunniten abwichen: Da die Ernennung ʿAlīs als Nachfolger Mohammeds ihrer Ansicht nach unklar gewesen war, war die Gemeinde der Muslime, als sie Abū Bakr und ʿUmar als Kalifen anerkannte, nicht in einen Zustand der Apostasie gefallen, sondern höchstens in einen Zustand der Sünde. Einige Zaiditen meinten auch, dass das Kalifat Abū Bakrs und ʿUmars legitim gewesen sei, da ʿAlī es anerkannt hatte. Messianische Tendenzen waren bei den Zaiditen nur schwach ausgeprägt.

### Das Treffen von Abwā' und die abbasidische Machtergreifung

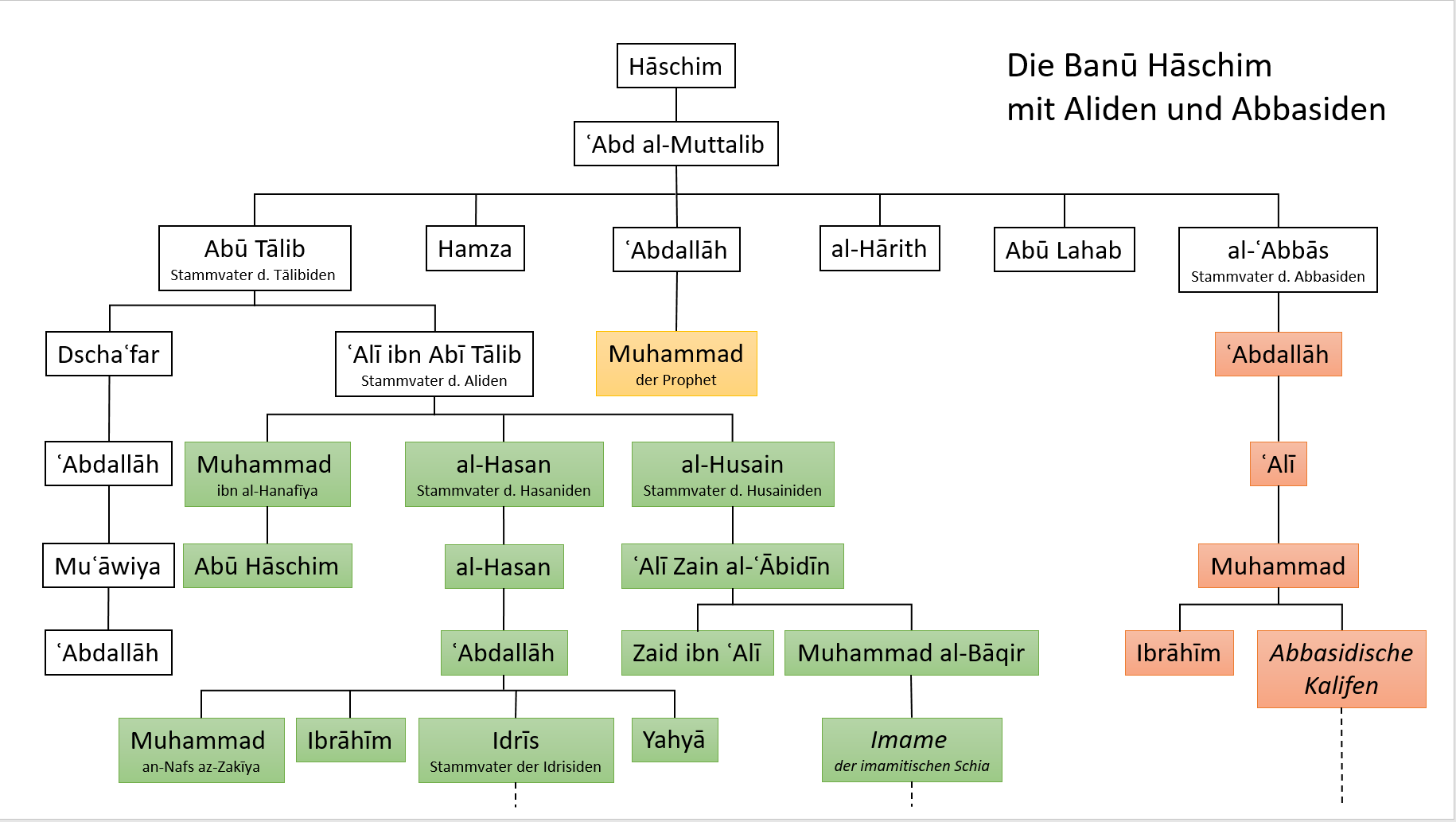
Der Clan der Banū Hāschim mit den Aliden (grün) und den Abbasiden (rötlich)

Als nach dem Tod von al-Walid II. im Jahr 744 der Zerfall des umaiyadischen Kalifats immer deutlicher wurde, trafen sich führende Vertreter der Banū Hāschim zu einer geheimen Versammlung in dem Ort al-Abwā' im Hedschas, um die Wahl eines gemeinsamen Kandidaten für die Herrschaft zu besprechen. Anwesend waren vor allem Hasaniden und Abbasiden, daneben andere Personen, die mit ihnen sympathisierten. Der ranghöchste Hasanide, ʿAbdallāh ibn al-Hasan, förderte die Kandidatur seines Sohnes Muhammad ibn ʿAbdallāh, den er für die Rolle des erwarteten Mahdi vorbereitet hatte. Er gewann dabei die Unterstützung des Abbasiden Abū Dschaʿfar, des späteren Kalifen al-Mansūr, und ließ schließlich die ganze Gruppe seinem Sohn Muhammad, den er den Namen an-Nafs az-Zakīya („Die lautere Seele“) gab, als zukünftigem Herrscher huldigen. Der Husainide Dschaʿfar as-Sādiq, der später eintraf, weigerte sich jedoch, Muhammad an-Nafs az-Zakīya als Mahdi anzuerkennen, und beharrte darauf, dass er ihm in Anwesenheit seines Vaters ʿAbdallāh ibn al-Hasan, des ältesten Aliden, nicht den Treueid leisten könne. Diese Weigerung Dschaʿfars, der innerhalb der Schia große Autorität besaß, konterkarierte die Bemühungen der Hasaniden, die Familie des Propheten hinter einem gemeinsamen Führer aus ihren Reihen vereinen, und ermutigte die Abbasiden, das Kalifat für einen Kandidaten aus ihrer eigenen Familie anzustreben.
Als 749 das Rebellenheer von Abū Muslim den Irak eroberte und das Umaiyadenreich vor dem Zusammenbruch stand, trug der örtliche Führer der dortigen revolutionären Bewegung, Abū Salama al-Challāl, in Übereinstimmung mit der allgemeinen Stimmung in Kufa das Amt des Imams und Kalifen zunächst dem Aliden Dschaʿfar as-Sādiq an, doch lehnte dieser ab, da er keinerlei politische Ambitionen hegte. Schließlich wurde Abū Salama von Abū Muslims Armeekommandanten gezwungen, dem Abbasiden Abū l-ʿAbbās as-Saffāh den Treueid zu leisten. Die Antrittsrede dieses as-Saffāh, die teilweise von seinem Onkel gehalten wurde, betonte denn auch das Recht der Abbasiden, als Mitglieder der Familie des Propheten zu herrschen, und verurteilte jene Schiiten, die den Vorrang der Aliden behaupteten.
Muhammad an-Nafs az-Zakīya, der in al-Abwā' eigentlich zum neuen Kalifen ausersehen worden war, tauchte nach der Errichtung des abbasidischen Kalifats unter, und seine Anhänger verbreiteten Propaganda für ihn als Mahdī. Der zweite Kalif der Abbasiden, der besagte al-Mansūr (regierte 754–775), unternahm jahrelang vergebliche Anstrengungen, ihn zu finden, und ließ dafür auch seine Verwandten einsperren und foltern. Als schließlich Muhammad und sein Bruder Ibrāhīm ibn ʿAbdallāh 762 zeitlich versetzt in Medina und Basra revoltierten, wurde dieser Aufstand nicht nur von den zaiditischen Schiiten, sondern auch von der breiten Bevölkerung unterstützt. Trotzdem gelang es al-Mansūr, den Aufstand innerhalb von kurzer Zeit niederzuschlagen. Um die messianischen Gefühle in der Bevölkerung für das Haus der Abbasiden zu gewinnen, verlieh er nun seinem eigenen Sohn und Thronfolger Muhammad den Titel al-Mahdī („der Rechtgeleitete“). Die pro-alidischen Sympathien der Schiiten konnte er damit aber nicht auslöschen. Bis zum frühen 9. Jahrhundert kam es wieder zu hasanidischen Aufständen, die von den zaiditischen Schiiten unterstützt wurden. Der Versuch des abbasidischen Kalifen al-Ma'mūn (regierte 813–833), durch die Ernennung von Dschaʿfar as-Sādiqs Enkel ʿAlī ar-Riḍā ein neues hāschimidisches Kalifat zu begründen, das Aliden und Abbasiden einschließen sollt, und damit die Unterstützung der Schiiten zurückzugewinnen, scheiterte.

## Weitere Geschichte

### Die Anfänge der Nusairīya und der Zwölfer-Schia
Während al-Ma'mūn und seine beiden Nachfolger al-Muʿtasim (regierte 833–842) und al-Wāthiq (regierte 842–847) eine schiitenfreundliche Politik verfolgten, ergriff al-Mutawakkil (regierte 847–861) einige restriktive Maßnahmen gegenüber den Schiiten. Im Jahre 850 ließ er das Grabmal al-Husains in Kerbela zerstören, um die schiitischen Wallfahrten zu unterbinden. Außerdem ließ er den Enkel ʿAlī ar-Ridās, der von den Imamiten als Imam verehrt wurde, aus Medina in seine Residenzstadt Sāmarrā verbringen ließ. Auf diese Weise hoffte er, ihn besser kontrollieren zu können. Dieser Enkel ʿAlī ar-Ridās hieß ebenfalls ʿAlī und erhielt den Beinamen al-Hādī („der Rechtleitende“).
In dem Kreis von ʿAlī al-Hādī hielten sich viele Ghulāt auf, also Schiiten, die den Imamen göttliche Eigenschaften zuschrieben. Einer von ihnen war Muhammad ibn Nusair an-Numairī. Er verkündete die Göttlichkeit von ʿAlī al-Hādī und später von seinem Sohn al-Hasan al-ʿAskarī. Als letzterer im Winter 873/874 im Alter von 28 Jahren in Samarra kinderlos gestorben war, trat Ibn Nusair mit der Behauptung auf, er sei das „Tor“ (bāb) zum verstorbenen Imam und im Besitz geheimer Offenbarungen von ihm. Ähnlich wie die extremen Schiiten des 8. Jahrhunderts vertrat er antinomistische Positionen. Von Ahmad ibn Chābit übernahm er außerdem die Idee der „Transmigration der Geister“ (tanāsuḫ al-arwāḥ). Mit diesen Lehren wurde Muhammad ibn Nusair, der auch in Kreisen des Bagdader Kalifenhofes Rückhalt hatte, zum Begründer einer eigenen schiitischen Richtung, der sogenannten Nusairīya.
| Die zwölf Imame der Zwölfer-Schia | Die zwölf Imame der Zwölfer-Schia               |
| --------------------------------- | ----------------------------------------------- |
| 1.                                | ʿAlī ibn Abī Tālib (gestorben 661)              |
| 2.                                | al-Hasan ibn ʿAlī (gestorben 670)               |
| 3.                                | al-Husain ibn ʿAlī (gestorben 680)              |
| 4.                                | ʿAlī ibn Husain Zain al-ʿĀbidīn (gestorben 713) |
| 5.                                | Muhammad al-Bāqir (gestorben 732 od. 736)       |
| 6.                                | Dschaʿfar as-Sādiq (gestorben 765)              |
| 7.                                | Mūsā al-Kāzim (gestorben 799)                   |
| 8.                                | ʿAlī ibn Mūsā ar-Ridā (gestorben 818)           |
| 9.                                | Muhammad al-Dschawād (gestorben 835)            |
| 10.                               | ʿAlī al-Hādī (gestorben 868)                    |
| 11.                               | Hasan al-ʿAskarī (gestorben 874)                |
| 12.                               | Muhammad al-Mahdī (entrückt)                    |

Anfang des 10. Jahrhunderts, während der Herrschaft des Kalifen al-Muktafī (regierte 902–908), stieg der Einfluss der Schiiten am abbasidischen Hof. Die schiitischen Banū l-Furāt, die stark der nusairischen Lehre zuneigten, setzten durch, dass ein unerfahrener Abbasidenprinz zum Kalifen gewählt wurde, al-Muqtadir (regierte 908–932). Er blieb lange Zeit unter dem Einfluss der Banū l-Furāt. Auch der Gouverneur von Mosul, Abū l-Haidschaʿ aus der arabischen Familie der sogenannten Hamdaniden, neigte der Schia zu. Er baute in dieser Zeit das wiederaufgefundene Grab ʿAlīs in Nadschaf in der Nähe von Kufa zu einem Mausoleum aus und schuf damit ein neues schiitisches Heiligtum. Seit dieser Zeit wurde es unter vornehmen Schiiten üblich, sich in Nadschaf bestatten zu lassen.
Die Banū al-Furāt wurden am Abbasidenhof bald von einer anderen persisch-schiitischen Familie, den Naubachtīs, verdrängt, die den extrem-schiitischen Lehren skeptisch gegenüberstand. In ihren Kreisen entwickelte sich Anfang des 10. Jahrhunderts eine neue schiitische Lehre. Sie geht davon aus, dass der elfte Imam al-Hasan al-ʿAskarī doch einen Sohn hinterlassen habe, nämlich ein fünfjähriges Kind namens Muhammad, das der Vater jedoch aus Vorsicht (Taqīya) vor dem Zugriff des Kalifen verborgen habe, so dass es außer einigen Vertrauten niemand zu Gesicht bekommen habe. Seit dem Tode seines Vaters soll dieser zwölfte Imam „abwesend“ sein und sich irgendwo verborgen halten. Ein Angehöriger der Naubachtī-Familie, Ibn Rauh al-Qummī, trat in dieser Zeit mit dem Anspruch hervor, der „Botschafter“ (safīr) des Imams zu sein und als dieser die Verbindung zwischen ihm und der Gemeinde seiner Anhänger herstellen zu können. Damit trat er in ein direktes Konkurrenzverhältnis zu den nusairischen Bābs, die ja ebenfalls mit dem Anspruch auftraten, als Kuriere mit dem elften Imam al-Hasan al-ʿAskarī in Verbindung zu stehen.
Um die Mitte des 10. Jahrhunderts gingen die Imamiten, die an die Verborgenheit des zwölften Imams glaubten, zu einer neuen Lehre über. Die Konzeption des Botschafteramtes (sifāra) wurde aufgegeben und die Lehre von der „großen Verborgenheit“ (al-ġaiba al-kubrā) entwickelt. Demnach hat sich der Imam im Jahre 941 endgültig aus der Welt zurückgezogen. Erst am Ende der Zeiten soll er wiederkommen und den Schiiten zum Sieg über alle Widersacher verhelfen.
Allgemein wurde für die Gruppierung, die diese religiösen Überzeugungen pflegte, die Bezeichnung Zwölfer-Schia (aš-Šīʿa al-Iṯnā-ʿašarīya) gebräuchlich. Diese Zwölfer-Schia verdrängte im Laufe des 10. Jahrhunderts alle anderen imamitischen Gruppierungen und wurde zum eigentlichen „Gesicht“ der Imāmīya, wie es asch-Schaich al-Mufīd (gestorben 1022), ein zeitgenössischer schiitischer Gelehrter, ausdrückte. Imamitische Schia und Zwölfer-Schia fielen also seit Ende des 10. Jahrhunderts gewissermaßen zusammen.

### Die ismailitische Daʿwa, das Kalifat der Fatimiden und die Qarmaten
Die Nachfolgekrise, in die die Imamiten nach dem kinderlosen Tod ihres elften Imams al-Hasan al-ʿAskarī im Jahre 874 geraten waren, brachte noch eine dritte schiitische Gruppierung hervor. Sie geht auf einen Mann zurück, der in den Quellen ʿAbdallāh, der Ältere genannt wird. Er trat in Chusistan auf und sandte, ganz ähnlich wie das früher bei der hāschimidischen Daʿwa der Fall gewesen war, Dāʿīs aus, die Anhänger für den zu erwartenden Mahdi werben sollten. In den Dörfern östlich von Kufa wurde eine erste Gemeinde von Anhängern gegründet, die als „Stätte der Auswanderung“ (dār al-hiǧra) bezeichnet wurde, weil sie wie Medina nach der Hidschra des Propheten die Keimzelle eines neuen religiös fundierten Staates werden sollte.
| Die sieben Imame der frühen Ismāʿīlīya | Die sieben Imame der frühen Ismāʿīlīya          |
| -------------------------------------- | ----------------------------------------------- |
| 1.                                     | al-Hasan ibn ʿAlī (gestorben 670)               |
| 2.                                     | al-Husain ibn ʿAlī (gestorben 680)              |
| 3.                                     | ʿAlī ibn Husain Zain al-ʿĀbidīn (gestorben 713) |
| 4.                                     | Muhammad al-Bāqir (gestorben 732 od. 736)       |
| 5.                                     | Dschaʿfar as-Sādiq (gestorben 765)              |
| 6.                                     | Ismāʿīl ibn Dschaʿfar (gestorben um 760)        |
| 7.                                     | Muhammad ibn Ismāʿīl (entrückt)                 |

Die Anhänger der neuen Daʿwa wurden in ihrer Umgebung als Qarmaten bezeichnet, nach einem ihrer frühesten Bekehrten, dem Rinderzüchter und Fuhrmann Hamdān Qarmat, der sich 875 der Daʿwa angeschlossen hatte. Der Name, der sich jedoch später für diese Bewegung allgemein durchgesetzt hat, ist Ismāʿīlīya. Dieser Name bezieht sich auf Ismāʿīl, den Sohn des Imams Dschaʿfar as-Sādiq. Im Gegensatz zu den anderen Anhängern der husainidischen Imam-Linie, die diese Linie über seinen Bruder Mūsā al-Kāzim führten, erkannten sie Ismāʿīl als den rechtmäßigen Nachfolger Dschaʿfars an. Die frühen Ismailiten bzw. Qarmaten lehrten, dass das Imamat zuletzt auf Ismāʿīls Sohn Muhammad übergegangen sei und dieser nicht gestorben sei, sondern sich verborgen habe. Dieser Muhammad ibn Ismāʿīl, so glaubten sie, werde in Zukunft als Mahdi wiederkehren und alle früheren Gesetzesreligionen aufheben, um die ursprüngliche Religion Adams, die nur im Lobpreis des Herrn besteht, wiederherzustellen.
ʿAbdallāh al-Akbar ließ sich nach mehreren Ortswechseln in dem syrischen Landstädtchen Salamya, heute Salamīya genannt, an der Grenze zur syrischen Wüste nieder, das nun zum Zentrum der ismailitischen Daʿwa wurde. In nur 25 Jahren, von 875 bis 900, konnte die von ihm begründete Daʿwa ein Netz von Zellen und Gemeinden knüpfen, das die ganze islamische Welt von Nordafrika bis Südasien, vom Kaspischen Meer bis zum Jemen überspannte. Im Jahre 899 kam es allerdings innerhalb dieser Daʿwa-Bewegung zu Spannungen, die zu einem dauerhaften Schisma führten. Grund dafür war, dass der vierte Großmeister der Daʿwa, ein gewisser Saʿīd, den Anspruch erhob, nicht mehr nur Verkünder und Wegbereiter des erwarteten Mahdi, sondern der Mahdi selbst zu sein. Bisher galt der Großmeister der Sekte in Salamya lediglich als Stellvertreter des zu erwartenden Mahdi. Die Änderung der Doktrin stieß jedoch nicht auf ungeteilte Zustimmung: Zwei wichtige Dāʿīs in Ostarabien und im Jemen fielen mit ihren Gemeinden von dem „Betrüger“ in Salamya ab. Zwei andere Dāʿīs, darunter Abū ʿAbdallāh asch-Schīʿī, der in der Kabylei auf dem Gebiet des heutigen Algerien eine „Stätte der Auswanderung“ gegründet hatte, schwenkten jedoch auf die neue Linie ein. Die Daʿwa spaltete sich somit auf; fortan standen den „Imamen“ in Salamya und ihrem Anhang die Abtrünnigen gegenüber, die weiterhin auf das Kommen des Mahdi warteten.
Nachdem der vierte Großmeister von Salamya im Jahre 899 die Parole ausgegeben hatte, dass er selbst der erwartete Imam sei, wuchs unter den ismailitischen Gemeinden, die ihn anerkannten, die Hoffnung auf einen baldigen politischen Umsturz und eine Erneuerung des Islams. Gestützt auf den Berberstamm der Kutāma, begann Abū ʿAbdallāh asch-Schīʿī im Jahre 902 eine Reihe von sehr erfolgreichen militärischen Expeditionen. In nur wenigen Jahren konnte er fast das gesamte Gebiet des heutigen Nordostalgerien und Tunesien erobern. Im Frühjahr 909 hielt er seinen Einzug in Kairouan und begann Münzen mit dem Titel des noch anonymen Mahdi zu prägen; dessen baldiges Hervortreten wurde in Aussicht gestellt. Die schiitische Ausrichtung des neuen Staates wurde den Untertanen durch die Einführung der schiitischen Formel in den Gebetsruf angezeigt. Nach seiner Eroberung Kairouans nahm Abū ʿAbdallāh asch-Schīʿī Kontakt zu dem Mahdi Saʿīd auf, der zu dieser Zeit in Sidschilmasa weilte, und holte ihn nach Kairouan. Als al-Mahdī bi-Llāh „der von Gott Rechtgeleitete“ hielt er dort im Januar 910 Einzug und nahm den Kalifentitel an. Damit gab es nun neben dem Abbasiden-Kalifat ein eigenes schiitisches Kalifat. Die von al-Mahdī bi-Llāh begründete Dynastie wurde unter dem Namen „Fatimiden“ bekannt, sicherlich wegen ihrer behaupteten Abkunft von Fātima und ʿAlī, doch ist nicht klar, ob sie diesen Namen jemals selbst geführt haben; in ihren eigenen Dokumenten bezeichnen sich die Fatimiden meist als Daulat al-Ḥaqq („Staat der Wahrheit“).
Diejenigen Ismailiten, die den Anspruch des Großmeisters von Salamya, selbst der Mahdī zu sein, nicht anerkannten und an der alten Lehre festhielten, konnten aber ebenfalls ihre Macht festigen. Die Anhänger dieser altgläubigen Fraken werden in den meisten Quellen als Qarmaten bezeichnet, entsprechend der älteren Bezeichnung für die Ismailiten im Irak und an den Küsten des Persischen Golfes. Einer der wichtigsten qarmatischen Missionare war Abū Saʿīd al-Dschannābī im ostarabischen Gebiet von Bahrain, das ungefähr dem heutigen Gebiet von al-Ahsā' entspricht. Seine Dār al-Hidschra entwickelte sich im frühen 10. Jahrhundert zu einem lokalen Fürstentum, dessen Macht sich auf die Beduinenstämme der nördlichen Arabischen Halbinsel stützte. Unter Abū Saʿīds Sohn Abū Tāhir al-Dschannābī, der 923 die Herrschaft übernahm, unternahmen die Qarmaten von Bahrain mehrfach Kriegszüge in den südlichen Irak und überfielen regelmäßig die vom Irak nach Mekka und Medina ziehenden Pilgerkarawanen. Bis 930 eroberten sie die gesamte ostarabische Küste hinunter bis Oman, und während der Wallfahrtszeremonien des gleichen Jahres fielen sie in Mekka ein, richteten ein Massaker unter den Pilgern an, brachen den Schwarzen Stein aus der Kaaba und entführten ihn nach al-Ahsā'. Bis 925 hielten die Bahrain-Qarmaten an der Mahdī-Figur des Muhammad ibn Ismāʿīl fest. Die als apokalyptisches Vorzeichen gedeutete Konjunktion von Saturn und Jupiter im Jahre 928 löste dann aber bei ihnen einen Schub chiliastischer Euphorie aus. Im Herbst 931 präsentierte der Abū Tāhir al-Dschannābī seiner Gemeinde einen eigenen Mahdī, nämlich einen jungen kriegsgefangenen Perser aus Isfahan, dem er zeitweilig sogar die Herrschaft übergab. Gleichzeitig erklärte er alle bisherigen Religionen für nichtig, mit der Begründung, dass die wahre Religion, „die Religion unseres Vaters Adam“, die „ursprüngliche Religion Adams“ – d. h. die paradiesische gesetzlose Urreligion – nunmehr offenbar geworden sei.

### Das schiitische Jahrhundert

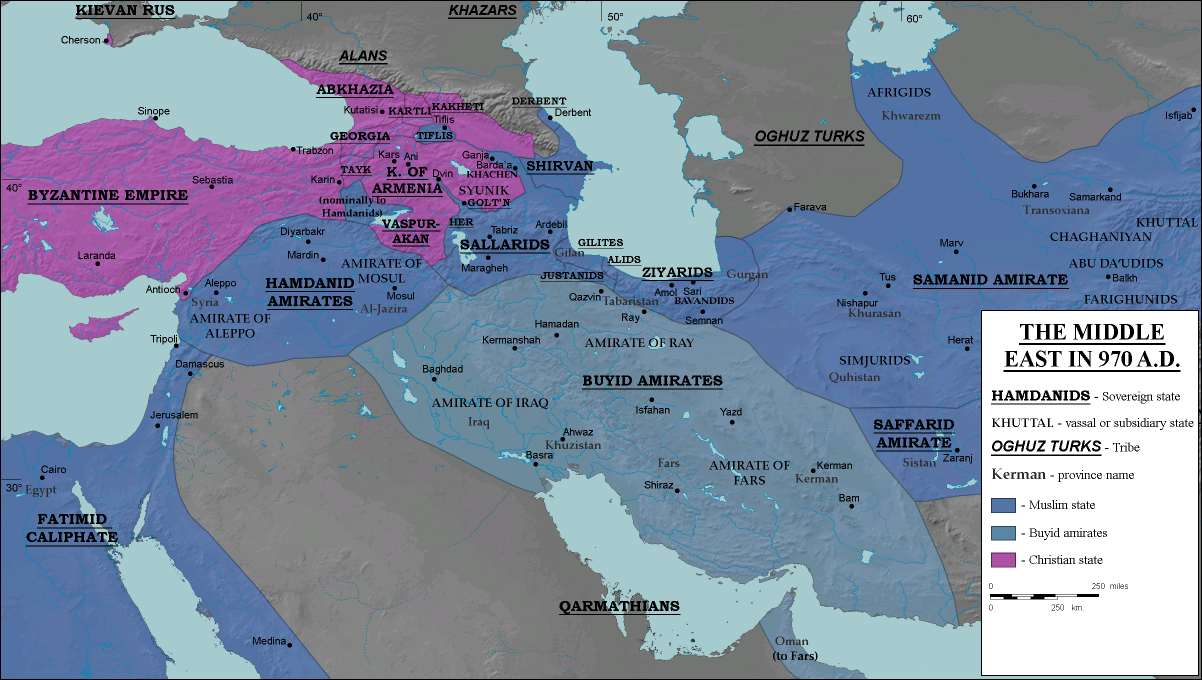
Vorderasien um 970 mit den schiitisch ausgerichteten Staaten der Buyiden, Hamdaniden, Fatimiden und Bahrain-Qarmaten

Die Zeit von 950 und 1050 wird auch „schiitisches Jahrhundert“ genannt, weil in dieser Zeit der größte Teil der islamischen Welt unter der Herrschaft von Dynastien stand, die eine schiitische Ausrichtung hatten. Die Zaiditen hatten schon in der zweiten Hälfte des 9. Jahrhunderts zwei zaiditische Imamate errichtet, eines im nordiranischen Tabaristan und das andere in der jemenitischen Stadt Saʿda. In den 930er Jahren eroberten außerdem die Buyiden, eine aus Dailam im Süden des Kaspischen Meeres stammende zaiditische Militärfamilie, große Gebiete Westirans. 946 besetzten sie Bagdad und übernahmen die militärische und administrative Gewalt im Abbasidenreich. Die Macht der Familie erreichte im letzten Drittel des 10. Jahrhunderts ihren Höhepunkt, als der in Persien herrschende Buyide ʿAdud ad-Daula die Macht im Irak an sich riss und den altpersischen Titel eines „Königs der Könige“ (šāhān-šāh) annahm. Zwar nahmen die Buyiden Zaiditen, doch nahmen sie auch die imamitischen Schiiten unter ihren besonderen Schutz. Antischiitische Rädelsführer wurden in dieser Zeit in die Verbannung geschickt. Außerdem wurde den imamitischen Schiiten in den 960er Jahren zum ersten Mal erlaubt, die eigenen Feste – das Aschura-Fest und das Ghadīr-Fest – öffentlich zu begehen. Desgleichen bemühten sich die Buyiden um den Schutz und die Ausstattung der Gräber der schiitischen Imame im Irak.
Staaten mit eindeutig qarmatischer Ausrichtung bildeten sich in Aserbaidschan und in Sindh, wo sich noch vor 958 ein qarmatischer Dāʿī der Stadt Multan bemächtigte. Die Bahrain-Qarmaten konnten um die Mitte des 10. Jahrhunderts ihr Herrschaftsgebiet über große Teile der arabischen Halbinsel ausweiten und Ende der 960er Jahre sogar Syrien und Palästina tributpflichtig machen. Noch größere Bedeutung erlangte das ismailitische Fatimidenkalifat, dessen Herrschaftsgebiet sich Anfang der 930er Jahre bereits über große Gebiete Nordafrikas und Sizilien erstreckte. Unter dem Kalifen al-Muʿizz (regierte 953–975) konnten die Fatimiden aber ihre Herrschaft über ganz Nordafrika ausdehnen. Dschauhar as-Siqillī, der General des Kalifen, drang 958 bis zum Atlantik vor und rückte 969 in Ägypten ein. An Prestige gewannen die Fatimiden zusätzlich dadurch, dass 976 auch die hasanidischen Herrscher von Mekka, die erst kurze Zeit vorher die Macht in der heiligen Stadt an sich gerissen hatten, die Oberherrschaft der fatimidischen Kalifen anerkannten. Diese hasanidischen Herrscher, die später als Scherifen von Mekka bekannt wurden, folgten selbst der zaiditischen Lehre.
Zur Festigung ihrer Herrschaft über Ägypten gründeten die Fatimiden nördlich von al-Fustāt die neue Stadt al-Qāhira („die Siegreiche“), das heutige Kairo, mit der al-Azhar-Moschee, benannt nach Fātima az-Zahrā' („Fātima, der Glanzvollen“), der Namenspatronin ihrer Dynastie. Als neue Dār al-hidschra wurde Kairo nun zum Zentrum dieser fatimidischen Version der ismailitischen Daʿwa. Die Fatimiden zwangen ihren muslimischen Untertanen das ismailitische Bekenntnis nicht auf, doch kam es in Folge der intensiven Werbung zu zahlreichen Konversionen. An der Spitze der inneren wie der äußeren Mission stand nun ein Ober-Dāʿī, der häufig zugleich als Ober-Qādī amtierte. Er hielt im Palast von Kairo allwöchentlich donnerstags öffentliche Lehrsitzungen ab, die sogenannten (maǧālis al-ḥikma („Sitzungen der Weisheit“)), in denen die Adepten nach Ablegung eines Gelübdes in die ismailitische Geheimlehre eingewiesen wurden. Außerhalb der Grenzen des Fatimidenreiches wurde die Daʿwa, die nach wie vor auf den Sturz des Bagdader Kalifen abzielte, konspirativ betrieben. Dafür unterhielt die Daʿwa-Zentrale in Kairo ein Netz von Missionszellen (ǧazāʾir von sing. ǧazīra „Insel“), in das sie Dāʿīs entsandte. Ihren größten Erfolg errang die fatimidische Daʿwas im Jemen, wo 1047 der Dāʿī ʿAlī as-Sulaihī die neue den Fatimiden gegenüber loyale ismailitische Dynastie der Sulaihiden begründete und Sanaa sowie Aden in seine Gewalt brachte.
Eine weitere Dynastie, die sich in dieser Zeit durch die Förderung der Schia hervortat, waren die arabischen Hamdaniden, deren Herrschaftsgebiet über Nordmesopotamien und Nordsyrien erstreckte. Berühmt wurde vor allem der Hamdānide Saif ad-Daula, der zwischen 942 und 967 über Nordsyrien herrschte. Er zog nicht nur berühmte Literaten und Philosophen an seinen Hof in Aleppo, sondern auch bekannte Vertreter der extremen Schia wie den nusairischen Gelehrten al-Chasībī (gestorben 957), der ihm eines seiner wichtigsten Bücher widmete. Bis ins 12. Jahrhundert blieb Aleppo eine Hochburg der Schiiten.

### Die Aufspaltung der Ismāʿīlīya
Während der Zeit des fatimidischen Kalifats (909–1171) spaltete sich die Ismāʿīlīya in verschiedene Gruppen auf. Die erste Abspaltung entstand schon Anfang des 11. Jahrhunderts mit dem Drusentum, das die nach der Etablierung der Fatimiden-Dynastie bei den Ismailiten immer noch bestehenden apokalyptischen Erwartungen aufgriff. Der Name dieser Bewegung leitet sich von einem jungen Türken aus Buchara her, der den Beinamen ad-Darzī (pers. „Schneider“) hatte und in der Regierungszeit des fatimidischen Kalifen al-Hākim bi-amr Allāh (regierte 996–1021) in Kairo als Missionar dieser Bewegung tätig war. Eigentlicher Begründer der drusischen Lehre war allerdings nicht ad-Darzī selbst, sondern Hamza ibn ʿAlī, ein persischer Dāʿī aus Ostiran. Er behauptete im Jahre 1017, die Ära des eschatologischen Herrschers al-Qā'im sei angebrochen und der regierende fatimidische Kalif al-Hākim sei Gott. Auch lehrte er die Abrogation der koranischen Offenbarung und ihrer ismailitischen Deutung; an die Stelle beider sollte das bloße Bekenntnis von Gottes Einzigkeit (Tauhīd) treten, das alle kultischen Handlungen überflüssig macht. Ismailitische Theologen wie Hamīd ad-Dīn al-Kirmānī wiesen die drusische Lehre zurück und bekräftigten, dass mit al-Hākim keineswegs das Ende des Islams und der Scharia gekommen sei, sondern nach ihm noch viele weitere Imame kommen würden. Während der Kalif al-Hākim das Treiben der drusischen Dāʿīs zumindest geduldet zu haben scheint, verbot sein Nachfolger az-Zāhir (regierte 1021–1036) die drusische Lehre und verfolgte ihre Anhänger. Aufgrund dieser Verfolgung hat sich das Drusentum in Ägypten nicht erhalten; überlebt hat es jedoch im zentralen Libanon, im südsyrischen Hauran und auf dem Gebiet von Israel.
Eine weitere Spaltung der ismailitischen Gemeinden trat ein, als im Jahre 1094 der Fatimidenkalif al-Mustansir starb. Der Kalif hatte seinen Sohn Nizār ibn al-Mustansir als künftigen Imam designiert, doch sein Wesir und Armeechef al-Afdal al-Dschamālī, der eigentliche Machthaber in Ägypten, hob einen anderen Prinzen, seinen Schwiegersohn Al-Mustaʿlī bi-Llāh, auf den Thron. Nizār floh nach Alexandria und stellte sich an die Spitze eines Aufstands; die Rebellion scheiterte jedoch, er selbst wurde gefangen genommen und beseitigt. Der persische Dāʿī Hasan-i Sabbāh verweigerte daraufhin dem in Ägypten als Nachfolger auf den Thron gehobenen fatimidischen Prinzen al-Mustaʿlī die Anerkennung als Imam und machte sich von Kairo unabhängig. Die persische Daʿwa hielt an dem Imamat von Nizār fest, den al-Mustansir als Imam designiert hatte. Sie wird deswegen auch als nizāritisch bezeichnet, im Gegensatz zu den Ismailiten in Ägypten, Syrien, Jemen und Indien, die den Fatimidenkalifen al-Mustaʿlī und seinen Sohn und Nachfolger al-Āmir als Imame anerkannten und Mustaʿlīten genannt werden. Die Nizāriten sandten zwischen dem späten 11. und dem 13. Jahrhundert Selbstmordattentäter, sogenannte fidāʾīyūn („Opferbereite“) gegen ihre politischen Gegner aus, darunter auch gegen verschiedene Kreuzfahrerfürsten. Deshalb wurde diese Gruppe auch schon im Mittelalter im christlichen Europa bekannt, allerdings nicht unter dem Namen Nizāriten oder Fidā'īyūn, sondern unter dem polemischen Begriff Assassinen.

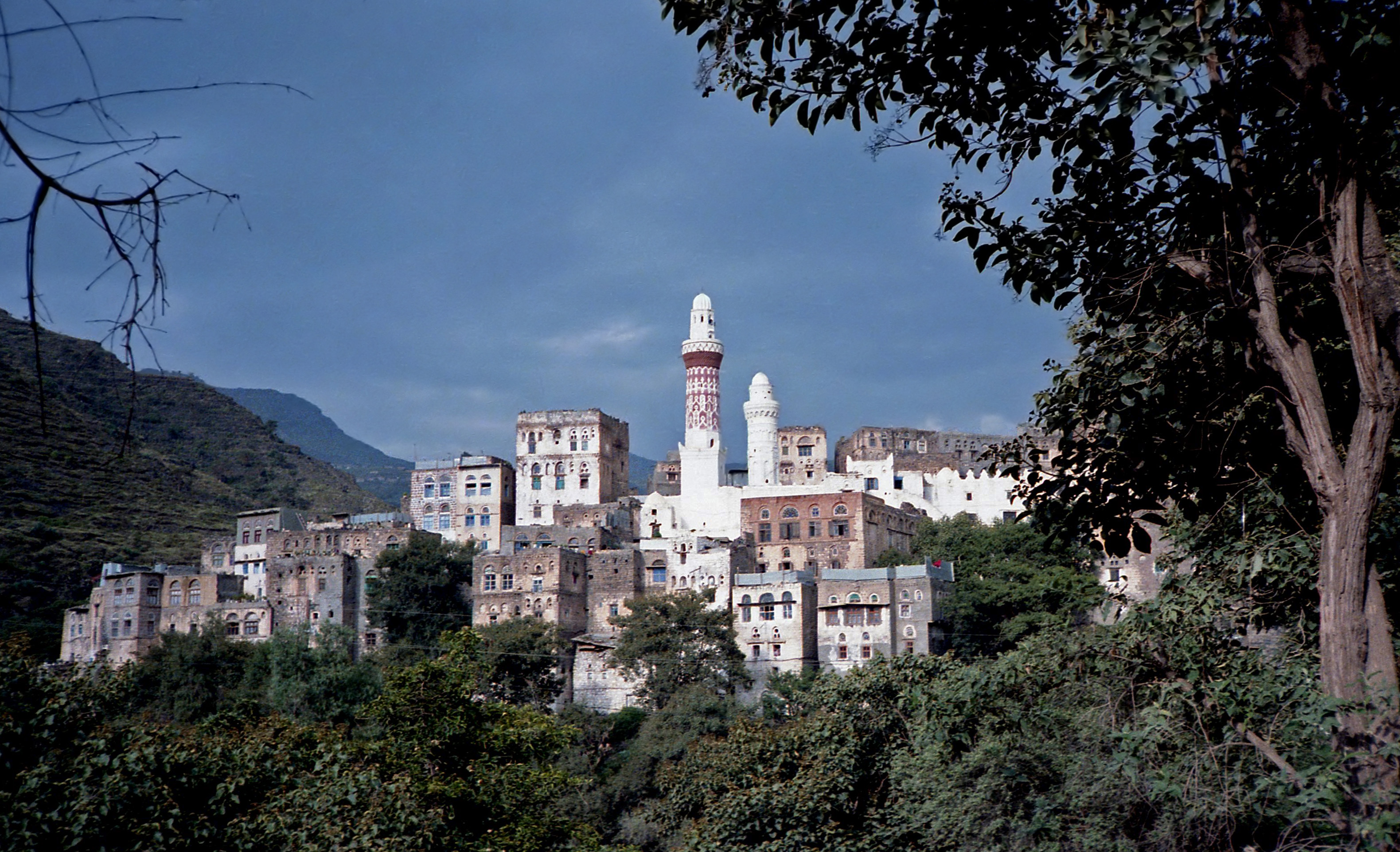
Dschibla, die Hauptstadt der sulaihidischen Königin ʿArwa im Jemen

Als 1130 al-Āmir einem Mordanschlag durch nizāritische Fidā'īs zum Opfer fiel und Thronwirren ausbrachen, kam es zu einem weiteren Schisma innerhalb der ismailitischen Daʿwa. Im Jemen nutzte die sulaihidische Königin ʿArwa (regierte 1086–1138) die Gelegenheit, die fatimidische Oberhoheit abzuschütteln. Sie erkannte den zum Nachfolger erhobenen Vetter des Ermordeten nicht an und unterstützte einen Dāʿī, der die Lehre vertrat, dass al-Āmirs Sohn Abū l-Qāsim at-Taiyib, dessen Rechte in den Thronwirren übergangen worden waren, der wahre Imam sei. Er sei allerdings noch als Kind entrückt worden. Während der Verborgenheit des Imams sollte der absolute Dāʿī (dāʿī muṭlaq) als sein Stellvertreter die Leitung der Gemeinde übernehmen. Die Ismailiten, die dieser Lehre folgten, werden als Taiyibiten bezeichnet.
Auch die Nizāriten griffen in ihrer Lehre zunächst wieder auf das Modell der Ghaiba zurück und warben für einen verborgenen, anonymen Imam. Anders als die Taiyibiten wandten sie sich aber später von diesem Modell wieder ab und kehrten zum Konzept eines „anwesenden“ Imams zurück, denn Ende des 12. Jahrhunderts trat ein Vertreter der persischen Dāʿī-Dynastie, Muhammad II. (1166–1210), mit der Behauptung hervor, sein Vater und er selbst seien leibliche Nachkommen des Fatimiden Nizār und hätten somit auch Anspruch auf den Imam-Titel. Damit begründete er eine neue ismailitische Imam-Dynastie, die bis heute weiter existiert.

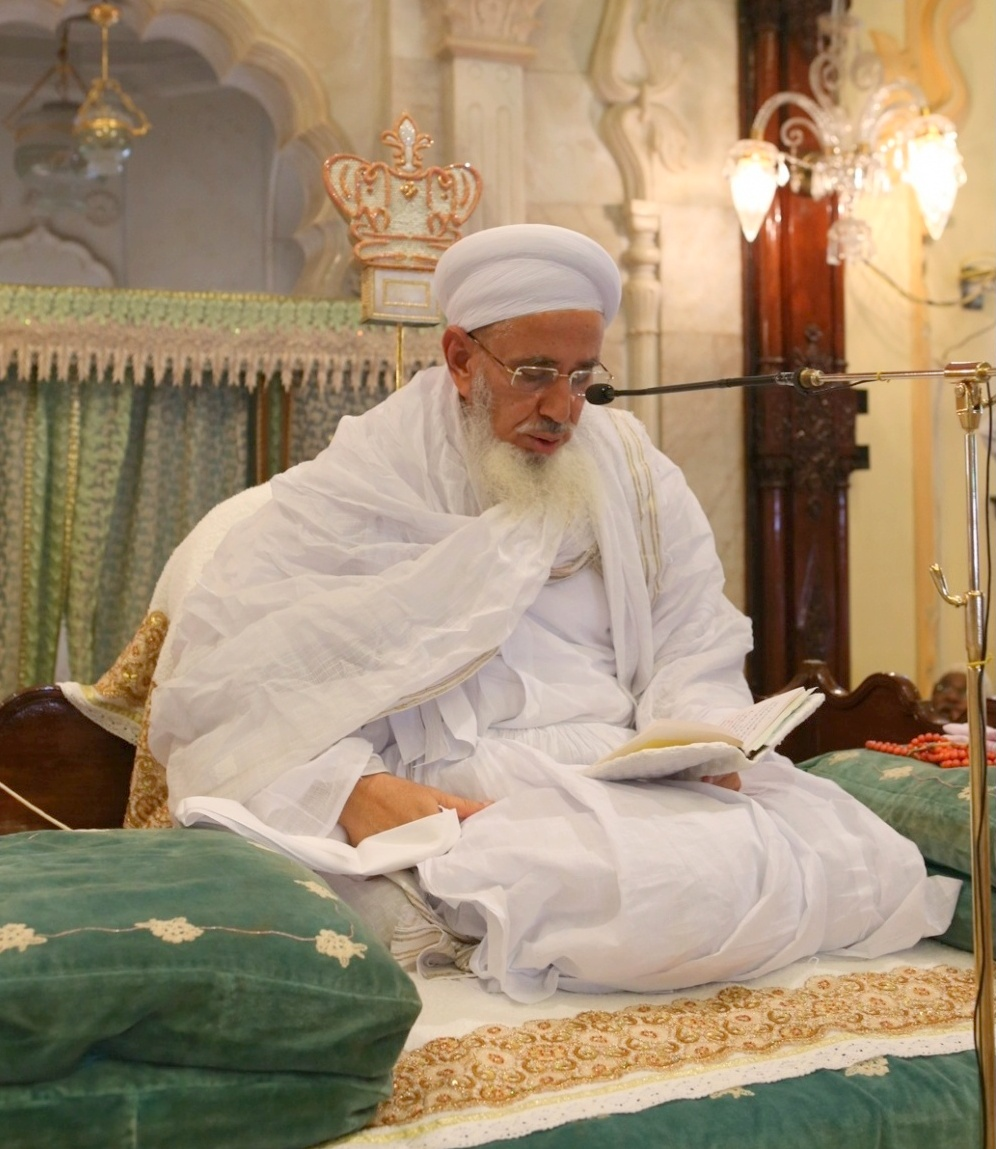
Der 53. Dāʿī Mutlaq der Dawudi-Bohras, Mufaddal Saifuddin

Die von 1130 an regierenden fatimidischen Kalifen wurden außerhalb des Reiches fast nirgendwo mehr anerkannt. Das einst so gewaltige Fatimidenreich schrumpfte in den folgenden Jahrzehnten endgültig auf Ägypten zusammen. Sein Ende kam, als der noch junge Saladin, der im Rahmen einer militärischen Expedition nach Ägypten gekommen war, zum Wesir des fatimidischen Kalifen al-ʿĀdid berufen wurde. Er entmachtete seinen Herrn und führte 1171 Ägypten in die staatsrechtliche Sphäre des abbasidischen Kalifats zurück. Zwar hat die Ismāʿīlīya als religiöse Gruppierung den Untergang des Fatimidenreichs überlebt, doch ist die vorher eingetretene Spaltung nie überwunden worden. Beide Richtungen, die Nizārīya und die Taiyibīya, bestehen indessen bis heute fort und haben eine zahlenstarke Anhängerschaft. Die Nizārīya blieb die vorherrschende Form der Ismāʿīlīya in Iran, Syrien sowie im Hindukusch (Nordpakistan, Afghanistan und Tadschikistan), während die Taiyibīya die vorherrschende Form der Ismāʿīlīya im Jemen blieb. Beide Gruppierungen missionierten ab dem 14. Jahrhundert in Nordwestindien, wo sie verschiedene hinduistische Händlerkasten, die Khojas bzw. Bohras, für ihre Form des Islams gewinnen konnten. Die Imame der nizāritischen Ismāʿīlīya tragen seit Mitte des 19. Jahrhunderts den Titel Aga Khan. Die Bohras spalteten sich allerdings Ende des 16. Jahrhunderts noch einmal in verschiedene Gruppen auf, von denen die Dawudi Bohras heute mit ca. 5 Millionen Anhängern vor allem in Indien und Pakistan die zahlenmäßig bedeutendste bilden.

### Die Schiitisierung Irans
Bis zum frühen 14. Jahrhundert war das Gebiet Irans überwiegend sunnitisch. Zwar gab es bereits vorher einzelne Städte, in denen die Schia stärker vertreten war. Insbesondere Ghom, das schon Anfang des 8. Jahrhunderts von schiitischen Flüchtlingen aus Kufa besiedelt worden war, war schiitisch geprägt. Auch Raiy war ein wichtiges Zentrum der Schia. In der Zeit der Seldschuken setzte sich die Schia der Stadt hierbei aus Zwölfer-Schiiten, Zaiditen und Ismailiten zusammen. Die Schiitisierung der Bevölkerung Irans ist jedoch ein Prozess, der erst im 14. Jahrhundert begann und sich über mehrere Jahrhunderte hinzog.
Befördert wurde dieser Prozess zum einen dadurch, dass Herrscher die Schia unterstützten. So konvertierte der ilchanidische Herrscher Öldscheitü (1304–1316) selbst zwischen 1307 und 1310 vom sunnitischen zum zwölfer-schiitischen Islam und forderte anschließend auch seine Emire auf, diesen Schritt zu tun. Dieser Aufforderung kamen fast alle Emire nach; nur seine beiden Haupt-Emire Saʿīd Tschubān und Aisan Qutlugh blieben sunnitisch. Im 14. Jahrhundert wurde die Zwölfer-Schia außerdem durch die Lokaldynastie der Sarbadāren gefördert, die ihr Zentrum in Sabzawār im westlichen Chorasān hat. Die Sarbadāren prägten die Namen der zwölf Imame auf ihre Münzen und zogen auch imamitische Gelehrte an ihren Hof. Die Herrscher der Aq Qoyunlu und den Qara Qoyunlu, die Ende des 14. Jahrhunderts weite Teile Westirans unter ihre Herrschaft bringen konnten, schwankten ebenfalls zwischen Sunna und Schia.

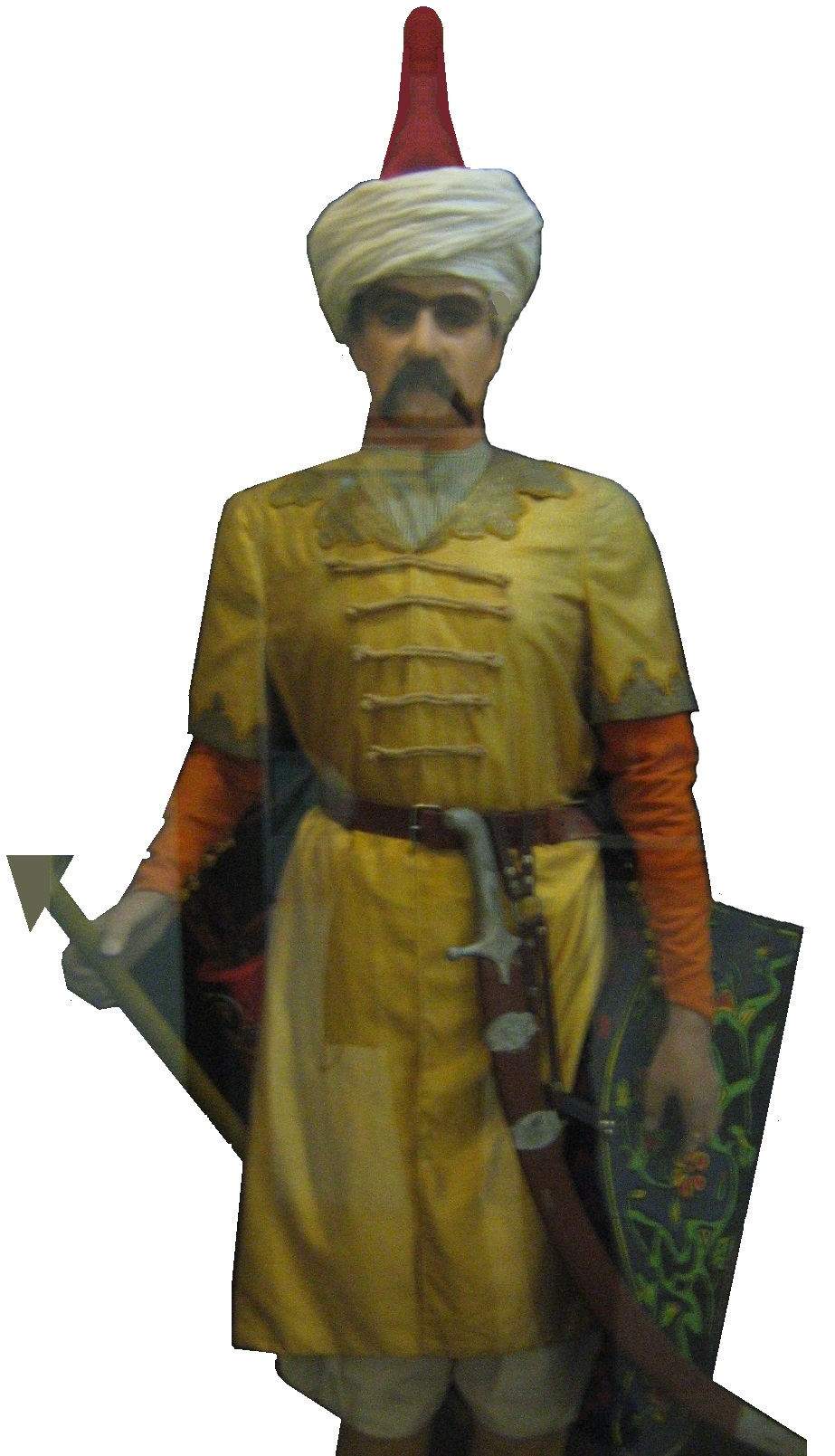
Nachbildung eines Kizilbasch-Kämpfers in der Saadabad-Palastanlage in Teheran

Zur Verbreitung der Schia in Iran trugen zum anderen verschiedene Mahdi-Bewegungen bei, die sich in der unsicheren Situation während und nach den Eroberungszügen Timurs entwickelten. In mehreren von ihnen wurden Vorstellungen propagiert, wie sie von den Ghulāt, den extremen Schiiten, her bekannt sind. Zu diesen Bewegungen gehörten die Hurūfīya, die Nūrbachschīya und die Muschaʿschaʿ-Sekte. Zur erfolgreichsten dieser Bewegungen wurde diejenige der Kizilbasch, die aus dem Safawiyya-Orden hervorging. Er geht auf Scheich Safi ad-Din Ardabili, einen Derwisch wahrscheinlich kurdischer Abstammung, der in seiner Heimatstadt Ardabīl 1301 an die Spitze eines lokalen sufischen Ordens trat und für diesen in Persien, Syrien und Kleinasien mit Daʿwa-Aktivitäten begann, die dem Orden zahlreiche Anhänger zuführten. Scheich Dschunaid, ein Nachkomme Safī ad-Dīns, der mehrere Jahre durch Anatolien und Nordwestsyrien reiste und sich wahrscheinlich auch bei den Nusairiern aufhielt, gab dem Orden Mitte des 15. Jahrhunderts eine extrem-schiitische Ausrichtung und führte ihn in den Kampf gegen die Christen von Georgien und Trapezunt. Sein Sohn Haidar, der dem Orden von 1460 bis 1488 vorstand, verordnete seinen Anhängern in Westiran und Anatolien eine besondere rote Kopfbedeckung, nach der sie fortan Kizilbasch (türk. qızılbāş = Rotkopf) genannt wurden.

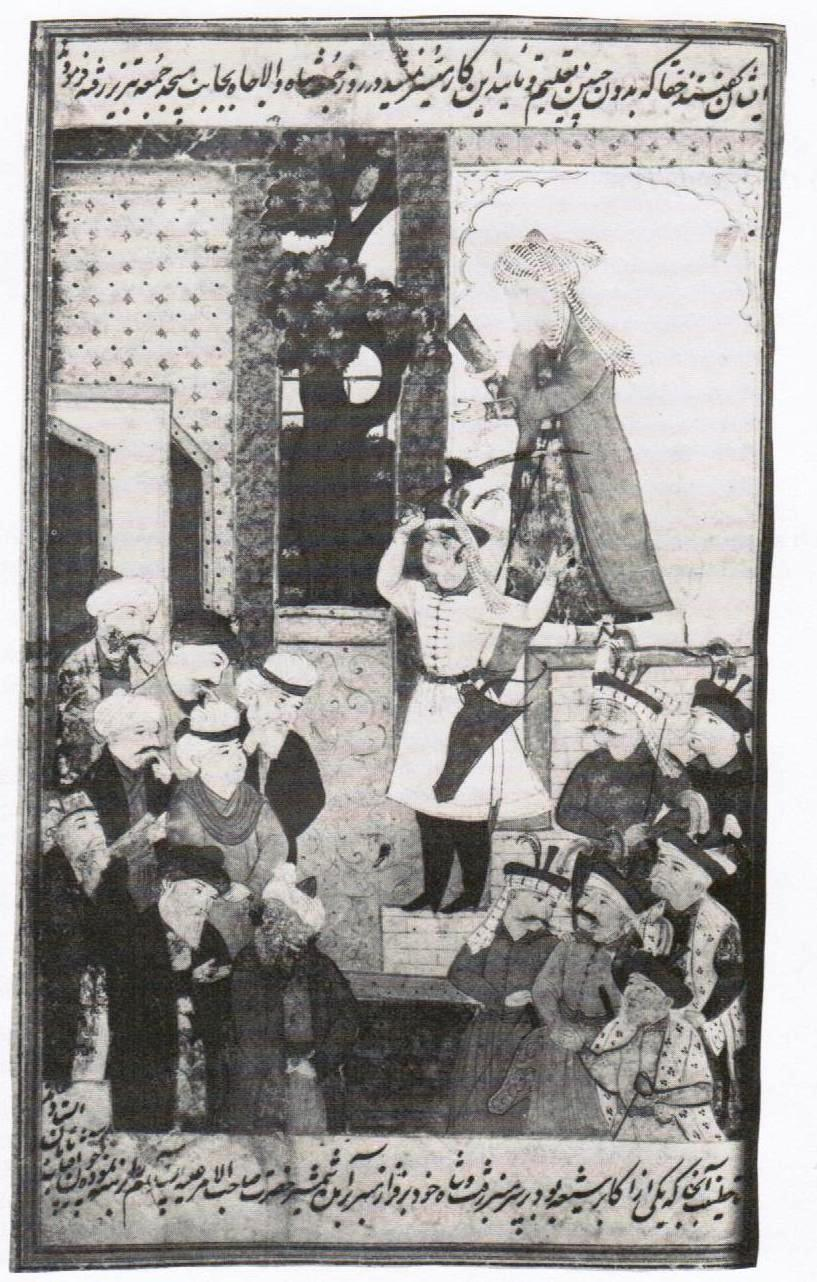
Die Erklärung der Zwölfer-Schia zur offiziellen Lehre in Iran durch Schah Ismāʿīl im Jahre 1501, Illustration in einem anonymen persischen Werk von 1680 in der British Library.

Der Hofhistoriker der Aq Qoyunlu berichtet, dass die Kizilbasch Scheich Dschunaid ganz offen als Gott und seinen Sohn als Sohn Gottes bezeichnet hätten. Noch eindeutiger sind die extrem-schiitischen Züge bei Haidars Sohn Ismāʿīl belegbar, der im Jahr 1499 mit zwölf Jahren an die Spitze der Kizilbasch-Anhänger trat, die Aq Qoyunlu besiegen und bis zum Jahre 1510 mit den Kizilbasch-Kämpfern fast das gesamte Iran einnehmen konnte. Die Gedichte des Dīwāns, den Schah Ismāʿīl unter seinem nom de plume Chatā'ī verfasste, zeugen von dem großen Sendungsbewusstsein des jungen Herrschers. Unmissverständlich machen sie deutlich, dass er sich nicht nur für den erwarteten Mahdī, sondern auch für eine Reinkarnation ʿAlīs und der zwölf Imame, ja sogar eine Inkarnation Gottes betrachtete. Europäische Reisende bestätigen, dass diese Vorstellungen auch von Ismāʿīls Anhängern geteilt wurden. Ein anonymer Venezianer berichtet, dass Ismāʿīl „von seinem Volk wie ein Gott geliebt und verehrt“ wurde, „besonders von seinen Soldaten, von denen viele ohne Rüstung in die Schlacht ziehen und erwarten, dass ihr Meister Ismael sie im Kampf behütet.“
Als Ismāʿīl 1501 in Täbris zum Schah ausgerufen wurde, ließ er die Freitagspredigt auf die zwölf Imame lesen und die schiitische Formel „Ich bezeuge, dass ʿAlī der Freund Gottes ist“ sowie den Satz „Auf zum besten Tun“ an den Gebetsruf anschließen. Die ersten drei Kalifen Abū Bakr, ʿUmar und ʿUthmān wurden verflucht. Dieses Ritual wurde seitdem regelmäßig wiederholt. Damit erhielt der safawidische Staat von Anfang an eine zwölferschiitische Ausrichtung. Im Laufe der Zeit kehrte sich auch der Herrscher von den extrem-schiitischen Glaubensvorstellungen der Kizilbasch ab und wandte sich der theologisch-juristischen Tradition der Zwölfer-Schia zu. Zwar wurde auch Ismāʿīls Sohn und Nachfolger Schah Tahmasp I. (regierte 1524–1576) von den Kizilbasch noch als Inkarnation Gottes verehrt, doch ist er selbst dagegen eingeschritten und hat die Wortführer dieser Lehre als Häretiker hinrichten lassen. Die Durchsetzung theologisch-juristischen Tradition der Zwölfer-Schia war allerdings zunächst schwierig, weil in Iran nicht genügend Gelehrte mit der richtigen Ausrichtung dafür zur Verfügung standen. Ismāʿīl und Tahmasp riefen deswegen schiitische Gelehrte aus dem Ausland ins Land, insbesondere solche von der arabischen Golfküste und aus dem Dschabal ʿĀmil. Allein während der Herrschaftszeiten von Ismāʿīl und Tahmasp zogen 22 schiitische Gelehrte aus Syrien in das Safawidenreich. Infolge der Förderung durch die Safawiden formierte sich in Iran ein Stand von zwölfer-schiitischen ʿUlamā', und unter ihrem Einflus begann sich auch der Charakter der safawidischen Herrschaft unter zu wandeln: die extremen Vorstellungen der Kizilbasch wurden gebändigt, und der „Übergang von der Volksschiʿa zur Hochschiʿa“ zeichnete sich ab.

### Die Schiiten im Osmanischen Reich
Die religiös-politischen Ansprüche des Safawiden-Herrschers Ismāʿīl wurden bald auch für die Osmanen gefährlich, denn auf ihrem Territorium befanden sich immer noch viele Kizilbasch. 1511 kam es in der Gegend von Antalya zu einem ersten Aufstand dieser Gruppierung gegen ihre Herrschaft. Den osmanischen Staatsapparat kostete es einige Mühe, der Erhebung, die nach ihrem Anführer als Aufstand des Şahkulu („Sklave des Schahs“) bekannt geworden ist, Herr zu werden. Die schiitischen Kizilbasch wirkten im 16. Jahrhundert noch an verschiedenen anderen Aufständen mit, so am Celali-Aufstand von 1519/20. Nach den Aufständen blieben die Kizilbasch eine der wichtigsten religiös-politischen Oppositionsgruppen im Osmanischen Reich und wurden von den Osmanen teilweise grausam verfolgt.

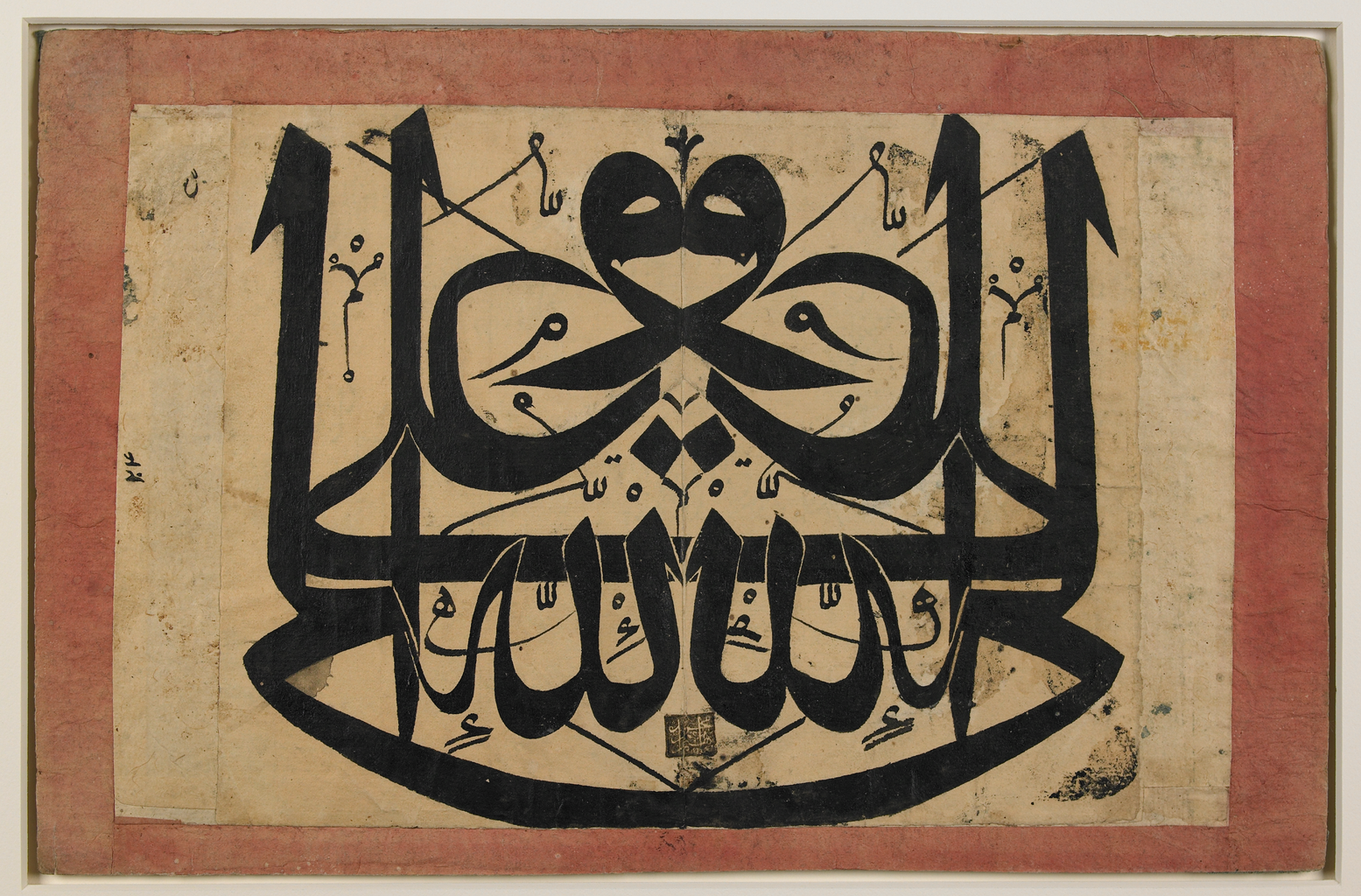
Kalligraphisches Panel aus Bektāschī-Kreisen mit dem arabischen Schriftzug علي ولي الله ʿAlī walī Allāh, „ʿAlī, der Freund Gottes“ in spiegelbildlicher Ausführung, 18. Jahrhundert.

Allerdings wurden die Kizilbasch im Laufe der Zeit durch den Bektaschi-Orden in die osmanische Gesellschaft integriert. Indem sich die Kizilbasch strukturell an diesen Orden anlehnten, fanden sie ihren Platz im religiösen System des Osmanischen Reiches und konnten sich mit diesem Staat arrangieren. Vom Bektaschi-Orden übernahmen die Kizilbasch auch verschiedene Riten, so vor allem die Cem-Zeremonie (von arab. ǧamʿ = Versammlung), einen Festgottesdienst mit zwölf Ämtern, an dem Männer und Frauen teilnehmen, bei dem Musik und Tanz in Form des Semah eine wichtige Rolle spielen. Umgekehrt erlebte der Bektaschi-Orden durch die Verbindung mit den Kizilbasch eine Schiitisierung: ʿAlī ibn Abī Tālib stieg zu einer zentralen Bezugsgestalt des Ordens auf und schiitische Feste wie der Aschura-Tag erhielten in ihm ebenfalls eine wichtige Bedeutung.
Für diejenigen Gruppierungen im Osmanischen Reich, die in ihrer Religiosität auf ʿAlī ibn Abī Tālib ausgerichtet waren, wurde schon ab dem 16. Jahrhundert die Bezeichnung „alevitisch“ (ʿalevī) verwendet. So bezeichnete zum Beispiel der Chronist Aşık Çelebi (gest. 1571) den schiitischen Dichter Hayretî (gest. 1534) als Angehörigen der alevitischen Lehrrichtung (ʿalevī meẕheb). Und der osmanische Verwaltungsbeamte Gelibolulu Mustafa Âlî (gest. 1600), der sich im dritten Kapitel seines Traktats Nevâdir ül-ḥikem darüber Gedanken machte, wie man Sunniten und Schiiten miteinander versöhnen könnte, bezeichnete dort die Schiiten als ʿAlevīler ʿadd olınan ṭāʾife also „als Aleviten geltende Gruppe“. Allerdings wurde diese Bezeichnung wahrscheinlich erst im 19. Jahrhundert geläufiger. Ein Text, der 1871 in der Osmanischen Zeitung Hakayık el-Vekayiʿ erschien und sich unter militärischen Gesichtspunkten mit der Notwendigkeit befasste, eine Aussöhnung unter den Soldaten des Osmanischen Reichs herbeizuführen, die verschiedenen nicht-sunnitischen islamischen Gruppen angehörten, nennt unter diesen Gruppen an erster Stelle „die als Kizilbasch geltenden Aleviten, die dem heiligen ʿAlī Göttlichkeit zuschreiben“ (Kızılbaş tabir olunan ve Hazret-i Ali'ye uluhiyet isnad eyleyen Aleviyyûn). Auf diese Weise hat der Name Aleviten die Bezeichnung Kizilbasch im Laufe der Zeit verdrängt.
Um die Wende zum 20. Jahrhunderts gingen auch die in Kilikien und Westsyrien lebenden arabischen Nusairier dazu über, den Namen „ʿAlevī“ bzw. „ʿAlawī“ für sich zu verwenden. So sprachen sie in zwei Petitionen von 1892 und 1909 an die Hohe Pforte von sich als „arabische ʿAlevī-Gemeinschaft“ (ʿArab ʿAlevī ṭāʾifesi) bzw. „unsere ʿAlevī-Nusairī-Gemeinschaft“ (ṭāʾifatunā al-Nuṣairīya al-ʿAlawīya) und unterzeichneten diese Petition „im Namen der ʿAlevī-Gemeinschaft“ (ʿAlevī ṭāʾifesi imżāsıyla). Und als 1903 der belgische Orientalist und Henri Lammens in der Nähe von Antakya einen Nusairī-Scheich besuchte, stellte er fest, dass dieser den Namen „ʿAlawī“ für seine Gemeinschaft bevorzugte. Nach dem Ende des Ersten Weltkriegs wurde „Alawiten“ zur allgemein akzeptierten Bezeichnung für die Nusairier, so dass auch die Franzosen nach der Besetzung Syriens und der Erteilung des Völkerbundmandats für Syrien diesen Namen für den kurzlebigen Alawitenstaat wählten.
Neben den Kizilbasch/Aleviten und den Nusairier/Alawiten lebten auf dem Territorium des Osmanischen Reichs freilich auch Zwölfer-Schiiten. Ihre Hauptsiedlungsgebiete waren der Libanon (siehe Schiiten im Libanon) und der Irak. Die Schiiten im Irak waren im frühen 19. Jahrhundert wiederholten Angriffen der Wahhabiten ausgesetzt, die ihre Heiligtümer Nadschaf und Kerbela zerstörten. Diese Angriffe setzten im Irak allerdings eine Abwehrreaktion in Gang, schärften das konfessionelle Profil der schiitischen Gelehrten im Irak und motivierten sie dazu, die im südlichen und mittleren Irak neu angesiedelten arabischen Stämme zur Schia zu bekehren. Erst in Folge dieses Bekehrungsprozesses sind die Schiiten im Irak zur Bevölkerungsmehrheit geworden.

## Grafische Darstellung der Herausbildung der verschiedenen schiitischen Gruppen
| \| 7. Jh. \| 7. Jh. \| 7. Jh. \| 7. Jh. \| 7. Jh. \| 7. Jh. \| \| \| \| \| \| \| \| \| \| \| \| \| \| \| \| \| \| \| \| \| \| \| \| \| \| \| \| \| \| \| \| \| \| \| Schia \| Schia \| Schia \| Schia \| Schia \| Schia \| \| \| \| \| \| \| \| \| \| \| \| \| \| \| \| \| \| \| \| \| \| \| \| \| \| \| \| \| \| \| \| \| \| \| \| \| \| \| \| \| \| \| \| \| \| \| \| \| \| \| \| \| \| \| \| \| \| \| \| \| \| \| \| 7. Jh. \| 7. Jh. \| 7. Jh. \| 7. Jh. \| 7. Jh. \| 7. Jh. \| \| \| \| \| \| \| \| \| \| \| \| \| \| \| \| \| \| \| \| \| \| \| \| \| \| \| \| \| \| \| \| \| \| \| Schia \| Schia \| Schia \| Schia \| Schia \| Schia \| \| \| \| \| \| \| \| \| \| \| \| \| \| \| \| \| \| \| \| \| \| \| \| \| \| \| \| \| \| \| \| \| \| \| \| \| \| \| \| \| \| \| \| \| \| \| \| \| \| \| \| \| \| \| \| \| \| \| \| \| \| \| \| \| \| \| \| \| \| \| \| \| \| \| \| \| \| \| \| \| \| \| \| \| \| \| \| \| \| \| \| \| \| \| \| \| \| \| \| \| \| \| \| \| \| \| \| \| \| \| \| \| \| \| \| \| \| \| \| \| \| \| \| \| \| \| \| \| \| \| \| \| \| \| \| \| \| \| \| \| \| \| \| \| \| \| \| \| \| \| \| \| \| \| \| \| \| \| \| \| \| \| \| \| \| \| \| \| \| \| \| \| 8. Jh. \| 8. Jh. \| 8. Jh. \| 8. Jh. \| 8. Jh. \| 8. Jh. \| \| \| Butrīya \| Butrīya \| Butrīya \| Butrīya \| Butrīya \| Butrīya \| \| \| \| \| \| \| \| \| \| \| \| \| \| \| \| \| \| \| \| \| \| \| \| \| \| \| \| \| \| \| \| \| \| \| \| \| Anhänger der Husainiden \| Anhänger der Husainiden \| Anhänger der Husainiden \| Anhänger der Husainiden \| Anhänger der Husainiden \| Anhänger der Husainiden \| \| \| \| \| \| \| \| \| \| \| \| \| \| \| \| \| Kaisānīya \| Kaisānīya \| Kaisānīya \| Kaisānīya \| Kaisānīya \| Kaisānīya \| \| \| \| \| \| \| \| \| \| \| \| \| \| \| \| \| \| \| \| \| \| \| \| \| \| \| \| \| \| \| \| 8. Jh. \| 8. Jh. \| 8. Jh. \| 8. Jh. \| 8. Jh. \| 8. Jh. \| \| \| Butrīya \| Butrīya \| Butrīya \| Butrīya \| Butrīya \| Butrīya \| \| \| \| \| \| \| \| \| \| \| \| \| \| \| \| \| \| \| \| \| \| \| \| \| \| \| \| \| \| \| \| \| \| \| \| \| Anhänger der Husainiden \| Anhänger der Husainiden \| Anhänger der Husainiden \| Anhänger der Husainiden \| Anhänger der Husainiden \| Anhänger der Husainiden \| \| \| \| \| \| \| \| \| \| \| \| \| \| \| \| \| Kaisānīya \| Kaisānīya \| Kaisānīya \| Kaisānīya \| Kaisānīya \| Kaisānīya \| \| \| \| \| \| \| \| \| \| \| \| \| \| \| \| \| \| \| \| \| \| \| \| \| \| \| \| \| \| \| \| \| \| \| \| \| \| \| \| \| \| \| \| \| \| \| \| \| \| \| \| \| \| \| \| \| \| \| \| \| \| \| \| \| \| \| \| \| \| \| \| \| \| \| \| \| \| \| \| \| \| \| \| \| \| \| \| \| \| \| \| \| \| \| \| \| \| \| \| \| \| \| \| \| \| \| \| \| \| \| \| \| \| \| \| \| \| \| \| \| \| \| \| \| \| \| \| \| \| \| \| \| \| \| \| \| \| \| \| \| 9. Jh. \| 9. Jh. \| 9. Jh. \| 9. Jh. \| 9. Jh. \| 9. Jh. \| \| \| Zaiditen \| Zaiditen \| Zaiditen \| Zaiditen \| Zaiditen \| Zaiditen \| \| \| \| \| \| \| \| \| \| \| \| \| \| \| \| \| \| \| Ismailiten \| Ismailiten \| Ismailiten \| Ismailiten \| Ismailiten \| Ismailiten \| \| \| \| \| \| \| \| \| \| \| \| \| \| \| \| \| \| \| Imamiten / Rāfiditen \| Imamiten / Rāfiditen \| Imamiten / Rāfiditen \| Imamiten / Rāfiditen \| Imamiten / Rāfiditen \| Imamiten / Rāfiditen \| \| \| \| \| \| \| \| \| \| \| Nusairīya \| Nusairīya \| Nusairīya \| Nusairīya \| Nusairīya \| Nusairīya \| \| \| \| \| \| \| \| \| \| \| \| \| \| \| \| \| \| \| \| \| \| \| \| \| \| \| \| \| \| \| \| 9. Jh. \| 9. Jh. \| 9. Jh. \| 9. Jh. \| 9. Jh. \| 9. Jh. \| \| \| Zaiditen \| Zaiditen \| Zaiditen \| Zaiditen \| Zaiditen \| Zaiditen \| \| \| \| \| \| \| \| \| \| \| \| \| \| \| \| \| \| \| Ismailiten \| Ismailiten \| Ismailiten \| Ismailiten \| Ismailiten \| Ismailiten \| \| \| \| \| \| \| \| \| \| \| \| \| \| \| \| \| \| \| Imamiten / Rāfiditen \| Imamiten / Rāfiditen \| Imamiten / Rāfiditen \| Imamiten / Rāfiditen \| Imamiten / Rāfiditen \| Imamiten / Rāfiditen \| \| \| \| \| \| \| \| \| \| \| Nusairīya \| Nusairīya \| Nusairīya \| Nusairīya \| Nusairīya \| Nusairīya \| \| \| \| \| \| \| \| \| \| \| \| \| \| \| \| \| \| \| \| \| \| \| \| \| \| \| \| \| \| \| \| \| \| \| \| \| \| \| \| \| \| \| \| \| \| \| \| \| \| \| \| \| \| \| \| \| \| \| \| \| \| \| \| \| \| \| \| \| \| \| \| \| \| \| \| \| \| \| \| \| \| \| \| \| \| \| \| \| \| \| \| \| \| \| \| \| \| \| \| \| \| \| \| \| \| \| \| \| \| \| \| \| \| \| \| \| \| \| \| \| \| \| \| \| \| \| \| \| \| \| \| \| \| \| \| \| \| \| \| \| 10. Jh. \| 10. Jh. \| 10. Jh. \| 10. Jh. \| 10. Jh. \| 10. Jh. \| \| \| \| \| \| \| \| \| \| \| Qarmaten \| Qarmaten \| Qarmaten \| Qarmaten \| Qarmaten \| Qarmaten \| \| \| \| \| \| \| \| \| \| \| \| \| \| \| \| \| \| \| fatimidische Ismailiten \| fatimidische Ismailiten \| fatimidische Ismailiten \| fatimidische Ismailiten \| fatimidische Ismailiten \| fatimidische Ismailiten \| \| \| \| \| \| \| \| \| \| \| Zwölfer- Schia \| Zwölfer- Schia \| Zwölfer- Schia \| Zwölfer- Schia \| Zwölfer- Schia \| Zwölfer- Schia \| \| \| \| \| \| \| \| \| \| \| \| \| \| \| \| \| \| \| \| \| \| \| \| \| \| \| \| \| \| \| \| \| \| \| \| \| \| \| \| \| \| \| \| \| \| \| \| 10. Jh. \| 10. Jh. \| 10. Jh. \| 10. Jh. \| 10. Jh. \| 10. Jh. \| \| \| \| \| \| \| \| \| \| \| Qarmaten \| Qarmaten \| Qarmaten \| Qarmaten \| Qarmaten \| Qarmaten \| \| \| \| \| \| \| \| \| \| \| \| \| \| \| \| \| \| \| fatimidische Ismailiten \| fatimidische Ismailiten \| fatimidische Ismailiten \| fatimidische Ismailiten \| fatimidische Ismailiten \| fatimidische Ismailiten \| \| \| \| \| \| \| \| \| \| \| Zwölfer- Schia \| Zwölfer- Schia \| Zwölfer- Schia \| Zwölfer- Schia \| Zwölfer- Schia \| Zwölfer- Schia \| \| \| \| \| \| \| \| \| \| \| \| \| \| \| \| \| \| \| \| \| \| \| \| \| \| \| \| \| \| \| \| \| \| \| \| \| \| \| \| \| \| \| \| \| \| \| \| \| \| \| \| \| \| \| \| \| \| \| \| \| \| \| \| \| \| \| \| \| \| \| \| \| \| \| \| \| \| \| \| \| \| \| \| \| \| \| \| \| \| \| \| \| \| \| \| \| \| \| \| \| \| \| \| \| \| \| \| \| \| \| \| \| \| \| \| \| \| \| \| \| \| \| \| \| \| \| \| \| \| \| \| \| \| \| \| \| \| \| \| \| \| \| \| \| \| \| \| \| \| \| \| \| \| \| \| \| 11. Jh. \| 11. Jh. \| 11. Jh. \| 11. Jh. \| 11. Jh. \| 11. Jh. \| \| \| \| \| \| \| \| \| \| \| \| \| \| \| \| \| \| \| Drusen \| Drusen \| Drusen \| Drusen \| Drusen \| Drusen \| \| \| \| \| \| \| \| \| \| \| \| \| \| \| \| \| \| \| \| \| \| \| \| \| \| \| \| \| \| \| \| \| \| \| \| \| \| \| \| \| \| \| \| \| \| \| \| \| \| \| \| \| \| \| \| \| \| \| \| \| \| \| \| \| \| \| \| \| \| \| \| \| \| \| \| \| \| \| \| 11. Jh. \| 11. Jh. \| 11. Jh. \| 11. Jh. \| 11. Jh. \| 11. Jh. \| \| \| \| \| \| \| \| \| \| \| \| \| \| \| \| \| \| \| Drusen \| Drusen \| Drusen \| Drusen \| Drusen \| Drusen \| \| \| \| \| \| \| \| \| \| \| \| \| \| \| \| \| \| \| \| \| \| \| \| \| \| \| \| \| \| \| \| \| \| \| \| \| \| \| \| \| \| \| \| \| \| \| \| \| \| \| \| \| \| \| \| \| \| \| \| \| \| \| \| \| \| \| \| \| \| \| \| \| \| \| \| \| \| \| \| \| \| \| \| \| \| \| \| \| \| \| \| \| \| \| \| \| \| \| \| \| \| \| \| \| \| \| \| \| \| \| \| \| \| \| \| \| \| \| \| \| \| \| \| \| \| \| \| \| \| \| \| \| \| \| \| \| \| \| \| \| \| \| \| \| \| \| \| \| \| \| \| \| \| \| \| \| \| \| \| \| \| \| \| \| \| \| \| \| \| \| \| \| \| \| \| \| \| \| \| \| \| \| \| \| \| \| \| \| \| \| \| \| \| \| \| \| \| \| \| \| \| \| \| \| \| \| \| \| \| \| \| \| \| \| \| \| \| \| \| \| \| \| \| \| \| \| \| \| \| \| \| \| \| \| \| \| \| \| \| \| \| \| \| \| \| \| \| \| \| \| \| \| \| \| \| \| \| \| \| \| \| \| \| \| \| \| \| \| \| \| \| \| \| \| \| \| \| \| \| \| \| \| \| \| \| \| \| \| \| \| \| \| \| \| \| \| \| 12. Jh. \| 12. Jh. \| 12. Jh. \| 12. Jh. \| 12. Jh. \| 12. Jh. \| \| \| \| \| \| \| \| \| \| \| \| \| \| \| \| \| \| \| \| \| \| \| \| \| \| \| Nizāriten \| Nizāriten \| Nizāriten \| Nizāriten \| Nizāriten \| Nizāriten \| \| \| Taiyibiten \| Taiyibiten \| Taiyibiten \| Taiyibiten \| Taiyibiten \| Taiyibiten \| \| \| \| \| \| \| \| \| \| \| \| \| \| \| \| \| \| \| \| \| \| \| \| \| \| \| \| \| \| \| \| \| \| \| \| \| \| \| \| \| \| \| \| \| \| \| \| \| \| \| \| \| \| \| \| \| \| \| \| \| \| \| \| 12. Jh. \| 12. Jh. \| 12. Jh. \| 12. Jh. \| 12. Jh. \| 12. Jh. \| \| \| \| \| \| \| \| \| \| \| \| \| \| \| \| \| \| \| \| \| \| \| \| \| \| \| Nizāriten \| Nizāriten \| Nizāriten \| Nizāriten \| Nizāriten \| Nizāriten \| \| \| Taiyibiten \| Taiyibiten \| Taiyibiten \| Taiyibiten \| Taiyibiten \| Taiyibiten \| \| \| \| \| \| \| \| \| \| \| \| \| \| \| \| \| \| \| \| \| \| \| \| \| \| \| \| \| \| \| \| \| \| \| \| \| \| \| \| \| \| \| \| \| \| \| \| \| \| \| \| \| \| \| \| \| \| \| \| \| \| \| \| \| \| \| \| \| \| \| \| \| \| \| \| \| \| \| \| \| \| \| \| \| \| \| \| \| \| \| \| \| \| \| \| \| \| \| \| \| \| \| \| \| \| \| \| \| \| \| \| \| \| \| \| \| \| \| \| \| \| \| \| \| \| \| \| \| \| \| \| \| \| \| \| \| \| \| \| \| \| \| \| \| \| \| \| \| \| \| \| \| \| \| \| \| \| \| \| \| \| \| \| \| \| \| \| \| \| \| \| \| 15. Jh. \| 15. Jh. \| 15. Jh. \| 15. Jh. \| 15. Jh. \| 15. Jh. \| \| \| \| \| \| \| \| \| \| \| \| \| \| \| \| \| \| \| \| \| \| \| \| \| \| \| \| \| \| \| \| \| \| \| \| \| \| \| \| \| \| \| \| \| \| \| \| \| \| \| \| \| \| \| \| \| \| \| Kizilbasch \| Kizilbasch \| Kizilbasch \| Kizilbasch \| Kizilbasch \| Kizilbasch \| \| \| \| \| \| \| \| \| \| \| \| \| \| \| \| \| \| \| \| \| \| \| \| \| \| \| \| \| \| \| \| \| \| \| \| \| \| \| \| 15. Jh. \| 15. Jh. \| 15. Jh. \| 15. Jh. \| 15. Jh. \| 15. Jh. \| \| \| \| \| \| \| \| \| \| \| \| \| \| \| \| \| \| \| \| \| \| \| \| \| \| \| \| \| \| \| \| \| \| \| \| \| \| \| \| \| \| \| \| \| \| \| \| \| \| \| \| \| \| \| \| \| \| \| Kizilbasch \| Kizilbasch \| Kizilbasch \| Kizilbasch \| Kizilbasch \| Kizilbasch \| \| \| \| \| \| \| \| \| \| \| \| \| \| \| \| \| \| \| \| \| \| \| \| \| \| \| \| \| \| \| \| \| \| \| \| \| \| \| \| 17. Jh. \| 17. Jh. \| 17. Jh. \| 17. Jh. \| 17. Jh. \| 17. Jh. \| \| \| \| \| \| \| \| \| \| \| \| \| \| \| \| \| \| \| \| \| \| \| \| \| \| \| \| \| \| \| \| \| \| \| \| \| \| \| \| \| \| \| Usūlīya \| Usūlīya \| Usūlīya \| Usūlīya \| Usūlīya \| Usūlīya \| \| \| Achbārīya \| Achbārīya \| Achbārīya \| Achbārīya \| Achbārīya \| Achbārīya \| \| \| \| \| \| \| \| \| \| \| \| \| \| \| \| \| \| \| \| \| \| \| \| \| \| \| \| \| \| \| \| \| \| \| \| \| \| \| \| \| \| \| \| \| \| \| \| 17. Jh. \| 17. Jh. \| 17. Jh. \| 17. Jh. \| 17. Jh. \| 17. Jh. \| \| \| \| \| \| \| \| \| \| \| \| \| \| \| \| \| \| \| \| \| \| \| \| \| \| \| \| \| \| \| \| \| \| \| \| \| \| \| \| \| \| \| Usūlīya \| Usūlīya \| Usūlīya \| Usūlīya \| Usūlīya \| Usūlīya \| \| \| Achbārīya \| Achbārīya \| Achbārīya \| Achbārīya \| Achbārīya \| Achbārīya \| \| \| \| \| \| \| \| \| \| \| \| \| \| \| \| \| \| \| \| \| \| \| \| \| \| \| \| \| \| \| \| \| \| \| \| \| \| \| \| \| \| \| \| \| \| \| \| Heute \| Heute \| Heute \| Heute \| Heute \| Heute \| \| \| Zaiditen \| Zaiditen \| Zaiditen \| Zaiditen \| Zaiditen \| Zaiditen \| \| \| \| \| \| \| \| \| \| \| Drusen \| Drusen \| Drusen \| Drusen \| Drusen \| Drusen \| \| \| Nizāriten \| Nizāriten \| Nizāriten \| Nizāriten \| Nizāriten \| Nizāriten \| \| \| Bohras \| Bohras \| Bohras \| Bohras \| Bohras \| Bohras \| \| \| Usūlīya \| Usūlīya \| Usūlīya \| Usūlīya \| Usūlīya \| Usūlīya \| \| \| \| \| \| \| \| \| \| \| Aleviten \| Aleviten \| Aleviten \| Aleviten \| Aleviten \| Aleviten \| \| \| Alawiten \| Alawiten \| Alawiten \| Alawiten \| Alawiten \| Alawiten \| \| \| \| \| \| \| \| \| \| \| \| \| \| \| \| \| \| \| \| \| \| \| \| \| \| \| \| \| \| \| |         |         |         |         |         |  |  |          |          |          |          |          |          |  |  |          |          |          |          |          |          |  |  |        |        |        |        |        |        |  |  |            |            |            |            |            |            |  |  |                         |                         |                         |                         |                         |                         |  |  |         |         |                         |                         |                         |                         |                         |                         |                      |                      |                      |                      |                      |                      |  |  |            |            |            |            |            |            |  |  |           |           |           |           |           |           |  |  |  |  |  |  |  |  |  |  |  |  |  |  |  |  |  |  |  |  |  |  |  |  |  |  |  |  |  |  |
| 7. Jh. | 7. Jh.  | 7. Jh.  | 7. Jh.  | 7. Jh.  | 7. Jh.  |  |  |          |          |          |          |          |          |  |  |          |          |          |          |          |          |  |  |        |        |        |        |        |        |  |  |            |            |            |            |            |            |  |  | Schia                   | Schia                   | Schia                   | Schia                   | Schia                   | Schia                   |  |  |         |         |                         |                         |                         |                         |                         |                         |                      |                      |                      |                      |                      |                      |  |  |            |            |            |            |            |            |  |  |           |           |           |           |           |           |  |  |  |  |  |  |  |  |  |  |  |  |  |  |  |  |  |  |  |  |  |  |  |  |  |  |  |  |  |  |
| 7. Jh. | 7. Jh.  | 7. Jh.  | 7. Jh.  | 7. Jh.  | 7. Jh.  |  |  |          |          |          |          |          |          |  |  |          |          |          |          |          |          |  |  |        |        |        |        |        |        |  |  |            |            |            |            |            |            |  |  | Schia                   | Schia                   | Schia                   | Schia                   | Schia                   | Schia                   |  |  |         |         |                         |                         |                         |                         |                         |                         |                      |                      |                      |                      |                      |                      |  |  |            |            |            |            |            |            |  |  |           |           |           |           |           |           |  |  |  |  |  |  |  |  |  |  |  |  |  |  |  |  |  |  |  |  |  |  |  |  |  |  |  |  |  |  |
| |         |         |         |         |         |  |  |          |          |          |          |          |          |  |  |          |          |          |          |          |          |  |  |        |        |        |        |        |        |  |  |            |            |            |            |            |            |  |  |                         |                         |                         |                         |                         |                         |  |  |         |         |                         |                         |                         |                         |                         |                         |                      |                      |                      |                      |                      |                      |  |  |            |            |            |            |            |            |  |  |           |           |           |           |           |           |  |  |  |  |  |  |  |  |  |  |  |  |  |  |  |  |  |  |  |  |  |  |  |  |  |  |  |  |  |  |
| 8. Jh. | 8. Jh.  | 8. Jh.  | 8. Jh.  | 8. Jh.  | 8. Jh.  |  |  | Butrīya  | Butrīya  | Butrīya  | Butrīya  | Butrīya  | Butrīya  |  |  |          |          |          |          |          |          |  |  |        |        |        |        |        |        |  |  |            |            |            |            |            |            |  |  |                         |                         |                         |                         |                         |                         |  |  |         |         | Anhänger der Husainiden | Anhänger der Husainiden | Anhänger der Husainiden | Anhänger der Husainiden | Anhänger der Husainiden | Anhänger der Husainiden |                      |                      |                      |                      |                      |                      |  |  |            |            |            |            |            |            |  |  | Kaisānīya | Kaisānīya | Kaisānīya | Kaisānīya | Kaisānīya | Kaisānīya |  |  |  |  |  |  |  |  |  |  |  |  |  |  |  |  |  |  |  |  |  |  |  |  |  |  |  |  |  |  |
| 8. Jh. | 8. Jh.  | 8. Jh.  | 8. Jh.  | 8. Jh.  | 8. Jh.  |  |  | Butrīya  | Butrīya  | Butrīya  | Butrīya  | Butrīya  | Butrīya  |  |  |          |          |          |          |          |          |  |  |        |        |        |        |        |        |  |  |            |            |            |            |            |            |  |  |                         |                         |                         |                         |                         |                         |  |  |         |         | Anhänger der Husainiden | Anhänger der Husainiden | Anhänger der Husainiden | Anhänger der Husainiden | Anhänger der Husainiden | Anhänger der Husainiden |                      |                      |                      |                      |                      |                      |  |  |            |            |            |            |            |            |  |  | Kaisānīya | Kaisānīya | Kaisānīya | Kaisānīya | Kaisānīya | Kaisānīya |  |  |  |  |  |  |  |  |  |  |  |  |  |  |  |  |  |  |  |  |  |  |  |  |  |  |  |  |  |  |
| |         |         |         |         |         |  |  |          |          |          |          |          |          |  |  |          |          |          |          |          |          |  |  |        |        |        |        |        |        |  |  |            |            |            |            |            |            |  |  |                         |                         |                         |                         |                         |                         |  |  |         |         |                         |                         |                         |                         |                         |                         |                      |                      |                      |                      |                      |                      |  |  |            |            |            |            |            |            |  |  |           |           |           |           |           |           |  |  |  |  |  |  |  |  |  |  |  |  |  |  |  |  |  |  |  |  |  |  |  |  |  |  |  |  |  |  |
| 9. Jh. | 9. Jh.  | 9. Jh.  | 9. Jh.  | 9. Jh.  | 9. Jh.  |  |  | Zaiditen | Zaiditen | Zaiditen | Zaiditen | Zaiditen | Zaiditen |  |  |          |          |          |          |          |          |  |  |        |        |        |        |        |        |  |  | Ismailiten | Ismailiten | Ismailiten | Ismailiten | Ismailiten | Ismailiten |  |  |                         |                         |                         |                         |                         |                         |  |  |         |         |                         |                         |                         |                         |                         |                         | Imamiten / Rāfiditen | Imamiten / Rāfiditen | Imamiten / Rāfiditen | Imamiten / Rāfiditen | Imamiten / Rāfiditen | Imamiten / Rāfiditen |  |  |            |            |            |            |            |            |  |  | Nusairīya | Nusairīya | Nusairīya | Nusairīya | Nusairīya | Nusairīya |  |  |  |  |  |  |  |  |  |  |  |  |  |  |  |  |  |  |  |  |  |  |  |  |  |  |  |  |  |  |
| 9. Jh. | 9. Jh.  | 9. Jh.  | 9. Jh.  | 9. Jh.  | 9. Jh.  |  |  | Zaiditen | Zaiditen | Zaiditen | Zaiditen | Zaiditen | Zaiditen |  |  |          |          |          |          |          |          |  |  |        |        |        |        |        |        |  |  | Ismailiten | Ismailiten | Ismailiten | Ismailiten | Ismailiten | Ismailiten |  |  |                         |                         |                         |                         |                         |                         |  |  |         |         |                         |                         |                         |                         |                         |                         | Imamiten / Rāfiditen | Imamiten / Rāfiditen | Imamiten / Rāfiditen | Imamiten / Rāfiditen | Imamiten / Rāfiditen | Imamiten / Rāfiditen |  |  |            |            |            |            |            |            |  |  | Nusairīya | Nusairīya | Nusairīya | Nusairīya | Nusairīya | Nusairīya |  |  |  |  |  |  |  |  |  |  |  |  |  |  |  |  |  |  |  |  |  |  |  |  |  |  |  |  |  |  |
| |         |         |         |         |         |  |  |          |          |          |          |          |          |  |  |          |          |          |          |          |          |  |  |        |        |        |        |        |        |  |  |            |            |            |            |            |            |  |  |                         |                         |                         |                         |                         |                         |  |  |         |         |                         |                         |                         |                         |                         |                         |                      |                      |                      |                      |                      |                      |  |  |            |            |            |            |            |            |  |  |           |           |           |           |           |           |  |  |  |  |  |  |  |  |  |  |  |  |  |  |  |  |  |  |  |  |  |  |  |  |  |  |  |  |  |  |
| 10. Jh. | 10. Jh. | 10. Jh. | 10. Jh. | 10. Jh. | 10. Jh. |  |  |          |          |          |          |          |          |  |  | Qarmaten | Qarmaten | Qarmaten | Qarmaten | Qarmaten | Qarmaten |  |  |        |        |        |        |        |        |  |  |            |            |            |            |            |            |  |  | fatimidische Ismailiten | fatimidische Ismailiten | fatimidische Ismailiten | fatimidische Ismailiten | fatimidische Ismailiten | fatimidische Ismailiten |  |  |         |         |                         |                         |                         |                         |                         |                         | Zwölfer- Schia       | Zwölfer- Schia       | Zwölfer- Schia       | Zwölfer- Schia       | Zwölfer- Schia       | Zwölfer- Schia       |  |  |            |            |            |            |            |            |  |  |           |           |           |           |           |           |  |  |  |  |  |  |  |  |  |  |  |  |  |  |  |  |  |  |  |  |  |  |  |  |  |  |  |  |  |  |
| 10. Jh. | 10. Jh. | 10. Jh. | 10. Jh. | 10. Jh. | 10. Jh. |  |  |          |          |          |          |          |          |  |  | Qarmaten | Qarmaten | Qarmaten | Qarmaten | Qarmaten | Qarmaten |  |  |        |        |        |        |        |        |  |  |            |            |            |            |            |            |  |  | fatimidische Ismailiten | fatimidische Ismailiten | fatimidische Ismailiten | fatimidische Ismailiten | fatimidische Ismailiten | fatimidische Ismailiten |  |  |         |         |                         |                         |                         |                         |                         |                         | Zwölfer- Schia       | Zwölfer- Schia       | Zwölfer- Schia       | Zwölfer- Schia       | Zwölfer- Schia       | Zwölfer- Schia       |  |  |            |            |            |            |            |            |  |  |           |           |           |           |           |           |  |  |  |  |  |  |  |  |  |  |  |  |  |  |  |  |  |  |  |  |  |  |  |  |  |  |  |  |  |  |
| |         |         |         |         |         |  |  |          |          |          |          |          |          |  |  |          |          |          |          |          |          |  |  |        |        |        |        |        |        |  |  |            |            |            |            |            |            |  |  |                         |                         |                         |                         |                         |                         |  |  |         |         |                         |                         |                         |                         |                         |                         |                      |                      |                      |                      |                      |                      |  |  |            |            |            |            |            |            |  |  |           |           |           |           |           |           |  |  |  |  |  |  |  |  |  |  |  |  |  |  |  |  |  |  |  |  |  |  |  |  |  |  |  |  |  |  |
| 11. Jh. | 11. Jh. | 11. Jh. | 11. Jh. | 11. Jh. | 11. Jh. |  |  |          |          |          |          |          |          |  |  |          |          |          |          |          |          |  |  | Drusen | Drusen | Drusen | Drusen | Drusen | Drusen |  |  |            |            |            |            |            |            |  |  |                         |                         |                         |                         |                         |                         |  |  |         |         |                         |                         |                         |                         |                         |                         |                      |                      |                      |                      |                      |                      |  |  |            |            |            |            |            |            |  |  |           |           |           |           |           |           |  |  |  |  |  |  |  |  |  |  |  |  |  |  |  |  |  |  |  |  |  |  |  |  |  |  |  |  |  |  |
| 11. Jh. | 11. Jh. | 11. Jh. | 11. Jh. | 11. Jh. | 11. Jh. |  |  |          |          |          |          |          |          |  |  |          |          |          |          |          |          |  |  | Drusen | Drusen | Drusen | Drusen | Drusen | Drusen |  |  |            |            |            |            |            |            |  |  |                         |                         |                         |                         |                         |                         |  |  |         |         |                         |                         |                         |                         |                         |                         |                      |                      |                      |                      |                      |                      |  |  |            |            |            |            |            |            |  |  |           |           |           |           |           |           |  |  |  |  |  |  |  |  |  |  |  |  |  |  |  |  |  |  |  |  |  |  |  |  |  |  |  |  |  |  |
| |         |         |         |         |         |  |  |          |          |          |          |          |          |  |  |          |          |          |          |          |          |  |  |        |        |        |        |        |        |  |  |            |            |            |            |            |            |  |  |                         |                         |                         |                         |                         |                         |  |  |         |         |                         |                         |                         |                         |                         |                         |                      |                      |                      |                      |                      |                      |  |  |            |            |            |            |            |            |  |  |           |           |           |           |           |           |  |  |  |  |  |  |  |  |  |  |  |  |  |  |  |  |  |  |  |  |  |  |  |  |  |  |  |  |  |  |
| |         |         |         |         |         |  |  |          |          |          |          |          |          |  |  |          |          |          |          |          |          |  |  |        |        |        |        |        |        |  |  |            |            |            |            |            |            |  |  |                         |                         |                         |                         |                         |                         |  |  |         |         |                         |                         |                         |                         |                         |                         |                      |                      |                      |                      |                      |                      |  |  |            |            |            |            |            |            |  |  |           |           |           |           |           |           |  |  |  |  |  |  |  |  |  |  |  |  |  |  |  |  |  |  |  |  |  |  |  |  |  |  |  |  |  |  |
| 12. Jh. | 12. Jh. | 12. Jh. | 12. Jh. | 12. Jh. | 12. Jh. |  |  |          |          |          |          |          |          |  |  |          |          |          |          |          |          |  |  |        |        |        |        |        |        |  |  | Nizāriten  | Nizāriten  | Nizāriten  | Nizāriten  | Nizāriten  | Nizāriten  |  |  | Taiyibiten              | Taiyibiten              | Taiyibiten              | Taiyibiten              | Taiyibiten              | Taiyibiten              |  |  |         |         |                         |                         |                         |                         |                         |                         |                      |                      |                      |                      |                      |                      |  |  |            |            |            |            |            |            |  |  |           |           |           |           |           |           |  |  |  |  |  |  |  |  |  |  |  |  |  |  |  |  |  |  |  |  |  |  |  |  |  |  |  |  |  |  |
| 12. Jh. | 12. Jh. | 12. Jh. | 12. Jh. | 12. Jh. | 12. Jh. |  |  |          |          |          |          |          |          |  |  |          |          |          |          |          |          |  |  |        |        |        |        |        |        |  |  | Nizāriten  | Nizāriten  | Nizāriten  | Nizāriten  | Nizāriten  | Nizāriten  |  |  | Taiyibiten              | Taiyibiten              | Taiyibiten              | Taiyibiten              | Taiyibiten              | Taiyibiten              |  |  |         |         |                         |                         |                         |                         |                         |                         |                      |                      |                      |                      |                      |                      |  |  |            |            |            |            |            |            |  |  |           |           |           |           |           |           |  |  |  |  |  |  |  |  |  |  |  |  |  |  |  |  |  |  |  |  |  |  |  |  |  |  |  |  |  |  |
| |         |         |         |         |         |  |  |          |          |          |          |          |          |  |  |          |          |          |          |          |          |  |  |        |        |        |        |        |        |  |  |            |            |            |            |            |            |  |  |                         |                         |                         |                         |                         |                         |  |  |         |         |                         |                         |                         |                         |                         |                         |                      |                      |                      |                      |                      |                      |  |  |            |            |            |            |            |            |  |  |           |           |           |           |           |           |  |  |  |  |  |  |  |  |  |  |  |  |  |  |  |  |  |  |  |  |  |  |  |  |  |  |  |  |  |  |
| 15. Jh. | 15. Jh. | 15. Jh. | 15. Jh. | 15. Jh. | 15. Jh. |  |  |          |          |          |          |          |          |  |  |          |          |          |          |          |          |  |  |        |        |        |        |        |        |  |  |            |            |            |            |            |            |  |  |                         |                         |                         |                         |                         |                         |  |  |         |         |                         |                         |                         |                         |                         |                         |                      |                      |                      |                      |                      |                      |  |  | Kizilbasch | Kizilbasch | Kizilbasch | Kizilbasch | Kizilbasch | Kizilbasch |  |  |           |           |           |           |           |           |  |  |  |  |  |  |  |  |  |  |  |  |  |  |  |  |  |  |  |  |  |  |  |  |  |  |  |  |  |  |
| 15. Jh. | 15. Jh. | 15. Jh. | 15. Jh. | 15. Jh. | 15. Jh. |  |  |          |          |          |          |          |          |  |  |          |          |          |          |          |          |  |  |        |        |        |        |        |        |  |  |            |            |            |            |            |            |  |  |                         |                         |                         |                         |                         |                         |  |  |         |         |                         |                         |                         |                         |                         |                         |                      |                      |                      |                      |                      |                      |  |  | Kizilbasch | Kizilbasch | Kizilbasch | Kizilbasch | Kizilbasch | Kizilbasch |  |  |           |           |           |           |           |           |  |  |  |  |  |  |  |  |  |  |  |  |  |  |  |  |  |  |  |  |  |  |  |  |  |  |  |  |  |  |
| 17. Jh. | 17. Jh. | 17. Jh. | 17. Jh. | 17. Jh. | 17. Jh. |  |  |          |          |          |          |          |          |  |  |          |          |          |          |          |          |  |  |        |        |        |        |        |        |  |  |            |            |            |            |            |            |  |  |                         |                         |                         |                         |                         |                         |  |  | Usūlīya | Usūlīya | Usūlīya                 | Usūlīya                 | Usūlīya                 | Usūlīya                 |                         |                         | Achbārīya            | Achbārīya            | Achbārīya            | Achbārīya            | Achbārīya            | Achbārīya            |  |  |            |            |            |            |            |            |  |  |           |           |           |           |           |           |  |  |  |  |  |  |  |  |  |  |  |  |  |  |  |  |  |  |  |  |  |  |  |  |  |  |  |  |  |  |
| 17. Jh. | 17. Jh. | 17. Jh. | 17. Jh. | 17. Jh. | 17. Jh. |  |  |          |          |          |          |          |          |  |  |          |          |          |          |          |          |  |  |        |        |        |        |        |        |  |  |            |            |            |            |            |            |  |  |                         |                         |                         |                         |                         |                         |  |  | Usūlīya | Usūlīya | Usūlīya                 | Usūlīya                 | Usūlīya                 | Usūlīya                 |                         |                         | Achbārīya            | Achbārīya            | Achbārīya            | Achbārīya            | Achbārīya            | Achbārīya            |  |  |            |            |            |            |            |            |  |  |           |           |           |           |           |           |  |  |  |  |  |  |  |  |  |  |  |  |  |  |  |  |  |  |  |  |  |  |  |  |  |  |  |  |  |  |
| Heute | Heute   | Heute   | Heute   | Heute   | Heute   |  |  | Zaiditen | Zaiditen | Zaiditen | Zaiditen | Zaiditen | Zaiditen |  |  |          |          |          |          |          |          |  |  | Drusen | Drusen | Drusen | Drusen | Drusen | Drusen |  |  | Nizāriten  | Nizāriten  | Nizāriten  | Nizāriten  | Nizāriten  | Nizāriten  |  |  | Bohras                  | Bohras                  | Bohras                  | Bohras                  | Bohras                  | Bohras                  |  |  | Usūlīya | Usūlīya | Usūlīya                 | Usūlīya                 | Usūlīya                 | Usūlīya                 |                         |                         |                      |                      |                      |                      |                      |                      |  |  | Aleviten   | Aleviten   | Aleviten   | Aleviten   | Aleviten   | Aleviten   |  |  | Alawiten  | Alawiten  | Alawiten  | Alawiten  | Alawiten  | Alawiten  |  |  |  |  |  |  |  |  |  |  |  |  |  |  |  |  |  |  |  |  |  |  |  |  |  |  |  |  |  |  |

## Unterschiede und Gemeinsamkeiten in der Lehre

### Imamatslehre
Der Glaube an das Imamat ist allen Schiiten gemeinsam. Unterscheidungsmerkmale der drei bzw. vier Gruppen sind in erster Linie die Anzahl der „anerkannten“ Imame und die Position, die diese im Heilsdenken einnehmen. So werden bei den Ghulāt und den Alawiten die Imame als göttliche Inkarnationen betrachtet. Alle anderen Schiiten betrachten die Imame als menschliche Wesen. Für die Imamiten sind die Imame allerdings unfehlbar, womit sie in dieser Hinsicht den Propheten gleichgestellt sind. Die Hüterschaft des Imamats verspricht dem Gläubigen das Heil, denn ohne einen Imam, der das göttliche Licht vermittelt, könne die Schöpfung nicht existieren. Nur ein solcher Vermittler, der durch prophetisches Wort oder das Wort seines Vorgängers göttlich designiert sei, kann nach den Imamiten die Nachfolge des Propheten und der Imame vor ihm und die Führerschaft der Muslime übernehmen. Dagegen ist nach der zaiditischen Lehre jeder Nachkomme von ʿAlī ibn Abī Tālib und Fātima bint Muhammad für das Imamat qualifiziert, allerdings muss er seinen Herrschaftsanspruch mit der Waffe in der Hand durchsetzen. Während die Zwölfer-Schiiten lehren, dass sich der zwölfte Imam in der Verborgenheit befindet, verehren die nizaritischen Ismailiten einen „anwesenden Imam“ (imām ḥāḍir), der unter ihnen weilt.

### Die Familie des Propheten
Die Reinheit der Familie des Propheten, der Ahl al-bait (Koran 33:33), gibt dem Gläubigen emotionale Vorbilder, zu denen er aufschauen kann. Nur sie seien wirklich rein. Als Archetyp dieses emotionalen Begriffes kann man Fātima sehen, die das familiäre Element am konkretesten repräsentiert/verkörpert. Eine wichtige Grundlage für die schiitische Verehrung der Prophetenfamilie ist der „Hadith von den beiden Lasten“ (ḥadīṯ aṯ-ṯaqalain). Demnach hat der Prophet vor seinem Tod gesagt: „Ich hinterlasse euch etwas, durch das ihr nie in die Irre gehen werdet, wenn ihr euch daran haltet: das Buch Gottes und meine nächsten Nachkommen, die Angehörigen meines Hauses (ahl baitī).“

### Die Israeliten als Präfiguration der Schia
Eine sehr wichtige Rolle spielen in der schiitischen Tradition auch die koranischen Erzählungen über die Israeliten (Banū Isrāʾīl, wörtlich „Kinder Israels“), da sie als Präfiguration der Schia verstanden werden. Die Schiiten setzten zum Beispiel in Sure 40:25 Pharao, der die Söhne der Israeliten tötete, mit den Umaiyaden gleich, die al-Husain und seine Anhänger bei Kerbela massakrierten. Schiitische Koranexegeten erklären, dass die im Koran (z. B. Sure 2:47) als auserwähltes Volk beschriebenen Israeliten eigentlich für die Schiiten stehen. Dies basiert auf der Vorstellung, dass Isrā'īl einer von Mohammeds Namen ist, und somit die „Kinder Israels“ Mohammeds Nachkommen, d. h. die Imame, sind. Die Zwölfer-Schiiten gingen sogar noch weiter, indem sie die Zwölf Stämme Israels mit ihren Obmännern (siehe Sure 5:12) als Präfigurationen der zwölf Imame interpretierten.
Auch ʿAlī ibn Abī Tālib wird zum Gegenstand dieser Art von typologischer Koranauslegung. So soll schon ʿAbdallāh ibn Saba' die Lehre vertreten haben, dass er sich so zu Mohammed verhält wie Josua, der Sohn Nuns, zu Mose. Später diente den Schiiten jedoch Aaron und nicht Josua als Präfiguration von ʿAlī in seinem Verhältnis zu Mohammed. Andere schiitische Traditionen verbanden ʿAlī mit dem biblischen Propheten Elija und maßen ihm deswegen eine apokalyptische Rolle zu.

### Normenlehre
Ein auf die Imamiten einschließlich der Zwölfer-Schiiten beschränktes Rechtsinstitut ist die Mutʿa-Ehe. Ebenfalls allein auf die Imamiten beschränkt ist das Prinzip der Taqīya, die Verheimlichung des eigenen Glaubens bei Gefahr. Die Zaiditen lehnen dieses Prinzip dagegen ab. Allen Schiiten gemeinsam ist jedoch der Zusatz zum Gebetsruf: „Auf zum besten Tun!“ (ḥaiya ʿalā ḫair al-ʿamal). Die Schiiten werfen dem zweiten Kalifen Umar ibn al-Chattab vor, diese ursprüngliche Formel willkürlich abgeschafft zu haben.

## Schiitische Dynastien und Staaten in der Geschichte
- Zaiditen
  - Imamat von Tabaristan (864–928)
  - Imamat von Jemen (897–1962)
  - Buyiden (932–1062 im westlichen Iran und Irak)
  - Scherifen von Mekka (ca. 968 bis 1925, ab 1360 sunnitisch)
- Ismailiten
  - Qarmaten (ca. 886–1078 im Osten der Arabischen Halbinsel)
  - Kalifat der Fatimiden (909–1171 in Nordafrika, Syrien/Palästina, Sizilien)
  - Fürstentum von Multan (Mitte 10. Jh. bis 1010/11)
  - Sumra-Dynastie (1026–1351 in Sindh)
  - Sulaihiden (1047–1138 im Jemen)
  - persisches Nizariten-Fürstentum um Alamut (1090–1256)
  - syrisches Nizariten-Fürstentum um Masyaf (ca. 1100–1273)
- Zwölferschiiten/Imamiten
  - Bawandiden (11. und frühes 12. Jh. in Tabaristan)
  - Adil-Schahi-Dynastie (1490–1686 im Sultanat von Bidschapur)
  - Nizam-Schahi-Dynastie (1490–1636 im Sultanat von Ahmadnagar)
  - Qutb-Schahi-Dynastie (1496–1687 im Sultanat von Golkonda)
  - Safawiden in Iran (ab 1501: Versuch einer Festigung der Herrschaft durch die Schiitisierung Irans)
  - Fürstentum von Awadh (Oudh) mit der Hauptstadt Lakhnau (1722–1856)
  - Afschariden (1736–1749)
  - Zand-Fürsten (1750–1794)
  - Kadscharen in Iran (1779–1929)
  - Pahlavi-Dynastie (1925–1979)
  - Islamische Republik Iran (seit 1979)

## Schiiten in Deutschland
Von den rund vier Millionen in Deutschland lebenden Muslimen gehören etwa 7 bis 9 % der Schia an. Die meisten Schiiten stammen aus Iran, dem Libanon und dem Irak und sind daher aus Gründen der Flucht oder des Studiums nach Deutschland eingewandert. Unter den Muslimen in Deutschland haben die Schiiten mit Abstand das höchste Bildungsniveau (56 % mit hoher Bildung, 36,7 % der Sunniten mit hoher Bildung). Der offizielle schiitische Dachverband ist die Islamische Gemeinschaft der schiitischen Gemeinden Deutschlands (IGS), die sich als Vertreter von ca. 150 schiitischen Moscheen, Gemeinden und Gruppen versteht. Das wohl bekannteste Mitglied der IGS war das im Juli 2024 verbotene Islamische Zentrum Hamburg, das zu den ältesten islamischen Institutionen in Europa gehörte. Bei der jährlichen Veranstaltung zum höchsten schiitischen Fest Ghadīr Chumm, bei der die Schiiten die Ernennung Alis durch den Propheten Mohammed zu seinem Nachfolger feiern, empfing die IGS über 1000 deutsche Schiiten. Dieses bereits zum zweiten Mal in Mainz veranstaltete Fest gehört zu den größten schiitischen Veranstaltungen in Deutschland.